# ファティマ (ファイブスター物語)
ファティマ（Fatima）は、永野護の漫画『ファイブスター物語』（FSS）に登場する有機的人造人間である。
正式名称はファティマ・ファティス（Fatima Fatis）。騎士（ヘッドライナー）と共に戦闘兵器モーターヘッド（MH）あるいはゴティックメード（GTM）をコントロールするのがおもな役割である。
2013年の連載再開から設定が変更された、オートマチック・フラワーズ（略称はAF）という名称も併用される事になった。生体演算機としての呼称はファティマ、軍隊、騎士団における兵器としての呼称はオートマチック・フラワーズと使い分けられる。制御する人型戦闘兵器はゴティックメードになった（年表上は最初からGTM制御のために作り出された事になっている）。
FSSの三大ヒロイン（ラキシス、アトロポス、クローソー）はすべてファティマである。元々はFSSの原型となったアニメ『重戦機エルガイム』の企画段階でも、ロボット兵器「ヘビーメタル」の頭脳として登場する事が永野により構想されていたが、採用されなかった。

## 概要
星団暦2310年、科学者リチウム・バランスによって、出力コントロールなどのシステム制御が困難なMHを騎士に代わって制御する為に作られ、リチウムが領主を務めるデルタ・ベルン星フェイツ公国に於いて公開された。リチウムの祖父ウラニウム・バランスが提唱した、騎士の驚異的な反応速度を高速演算処理に利用する「生体演算理論」を基本コンセプトとしている。そのため騎士の力を持って生まれるように、全てのファティマは、数度の睡眠期を経て星団暦まで生き残った最後の「純血の騎士」ナッカンドラ・スバース（ファティマ初公開時にはフェイツの騎士団長の地位にあった）の遺伝情報をベースにした胚から作られており、いわば全てが姉妹とされる（初期の大量生産ファティマは全てリチウムの創ったオリジナル胚のクローンだったが、やがて生産技術者の中から情報をデコードして独自改良を行うものが現れ、彼らがファティマ・マイトの魁となった）。
ファティマはほぼ全ての個体が女性型である。生物の男性は女性から分化し、本来出生までの生存率が女性と比べて男性は低い人間の性質の傾向が顕著となる上、性差による体力等の差も無く生殖機能も不要なためである。工場製ファティマに男性型ファティマはおらず、わずかに製作されるマイト製とを合わせると150体に1体程度しか存在しない。
人間とほぼ同じ身体を持ちながら、スーパーコンピュータをも凌駕する演算能力（電算機能は128ビットコンピュータのパルスの速さに匹敵し、毎秒36兆5000億回の予測演算を実行する） と情報処理機能（平均的な騎士の85%の反応速度）を与えられており、MHの制御を行う。騎士と共にMHに搭乗し、頭部に移植された「ヘッド・コンデンサ」を介してモーターヘッドと情報のやり取りを行い、騎体各部の制御全般を行う。ファティマの搭載によって騎士はMHの操作のみに専念出来るようになり、その潜在的能力を完全に引き出す事が可能となり、MHは真に最強兵器としての完成を見た。優れた記憶力を持つが、通常の無機コンピューターと違い有機的であるため「物忘れ」はある。また低スペックのファティマでも長く経験を積むことで、経験の少ない高スペックのファティマを凌駕する事態も起こり得る。純血の騎士であるスバースの細胞から作られている為、騎士には及ばないものの、通常の人間を遥かに凌ぐ肉体能力を併せ持つ。
彼女（彼）らは非常に美しい容姿を持ち、例外なく痩身で、成長を止められた後は外見上は全く老化しない。そのため彼女たちに惹かれ、私的なパートナーとする騎士も少なくない。また生殖機能は持たないが、性交は可能である（作中のクローム・バランシェの言葉によればファティマに受精卵を移植受胎させての出産例もいくつかあり、そのうちの一人が剣聖ダグラス・カイエンである）。騎士が負傷した際の予備パーツとしての役割から、血液や臓器は型を問わず万人に輸血・移植が可能になっている。一方で合成繊維には強度のアレルギー反応を示すため、彼女達のために太古の絹や綿などの天然繊維の衣服が復刻・生産されており、極めて高価な物となっている。
ファティマの設計と育成には特有の能力と専門の技術が必要であり、その専門家はファティマ・マイトと言われる。ファティマは生物的には人間とほぼ同じであるため、その育成・治癒技術は人間の再生医療にも広く応用されており、ファティマ・マイトは医師の頂点でもあると言われている（医師免許も保有している）。マイトの主な仕事は工場製ファティマの基本フォーマットの改良であるが、自らの手でファティマの育成を手掛ける事もあり、特に高名なマイトによるものは「銘入り」と呼ばれる。またモーターヘッド同様、ファティマも定期的なメンテナンス（主にケミカルの調整や精神面でのカウンセリング）を受ける必要があり、それらメンテナンスを主に担当するファティマ・マイスターも存在する。ファティマ・マイトやファティマ・マイスターはいずれも専門職であり絶対数が少ないため、ほぼ全ての国家で敬意を持って迎えられる対象となっており、特に銘入りファティマを手がけるマイトともなると複数の国家首脳と個人的な繋がりを持つものが少なくない。
マイト製ファティマは自動車に例えれば市販車に対するF1カーのようなもので、能力は高いが安定性を欠くものが多く、扱う騎士側にも相応の腕が要求される。しかし、ファティマはサポートAIでありコ・パイロットでもあるので、ヒュートランやアトロポスの事例のようにファティマの能力が超絶的だと、騎士の技量が並でもファティマの側で足りない部分をカバーして、それなりの戦果が残せるようである（例外的だが、ファティマ単独でMHをコントロールできるものもいる）。このためファティマと騎士の間で信頼関係を構築できるかどうか重要になる。なおマイトが直接育成したファティマはマイトを「父・母」、同じマイトに育成されたファティマ達を「姉妹・兄弟」と認識している。
MHの制御という点のみを見ればファティマの容姿が人間に近い必然性は無く、逆に非常に高いコスト（一人につき戦車100台、年間コストが数十億円）と不安定さをもたらしている。それを解消したのが、星団暦2300年代を代表する天才ファティマ・マイトであるガリュー・エトラムル博士の開発したエトラムルと呼ばれる非人間型ファティマである。ファティマのように突発的に高性能な個体は期待できないが、生育期間が短いため大量供給が可能で比較的安価であり、騎士との相性も問われず性能が安定しているなどの長所も多く、好んで使用する騎士団や騎士、MHマイトも多い。星団暦4000年代には騎士やマイトの血が薄れて能力が低下した事から、エトラムルが主流となっている。高名なファティマ・マイトの手によるエトラムルは美しい外見を持ち、銘に見合う性能を持つ。一方で、人間型ファティマはMHの制御のみに留まらず、情報収集や家事、負傷時の治療や連絡、騎士戦補助、性欲処理に至るまで騎士の総合的なサポートを行い得るメリットもある。また、星団一のMHマイスターと名高いレディオス・ソープに言わせると、エトラムル搭載のMHの動きには優雅さが無いそうである。
戦闘などの外的要因を除き、十分なケアを行えば死ぬことも無いとされている。作中では最初に製造された4人のファティマの一人「ジ・インタシティ」が2997年に687歳という年齢で息を引き取るシーンが描かれている。ファティマの寿命に気付いたリチウム・バランスによりファティマの遺伝子の改良が行われたため、その後に制作されたファティマは、理論上は無限の寿命を持つとされる。

## 成長タイプ
ファティマは一定年齢の外見に達するまで育成ポッドで育成され、必要に応じある成長段階で成長が止められそれぞれS・M・L型のタイプに分類される（いくつか例外もある）。
成長を止めた後はその容姿が大きく変化する事はない。
S型（少女・少年型・14 - 15歳程度）最も幼い段階で成長を止めたもの。成長に伸びしろの幅が見込めるものの、精神状態に不安が残る。星団で最も多いタイプ。
M型（乙女・青年型・16 - 17歳程度）S型とL型の中間。S型に次いで多い。
L型（成女・成人型・18 - 20歳程度）精神状態は最も安定しているが、成長の大幅な伸びは期待できない。ファティマの中で一番少ないタイプ。
上記の相当年齢は全て地球人換算であるが（ジョーカー人の寿命は約300年）、ファティマは有機合成技術によりさらに生育が早められており、数年から十数年で成体に達する。成長させる手間や時間、資金が掛かり過ぎるため、成長段階につれ数が少なくなっている。
工場製ファティマの場合は成体まで育成され、育成プログラムを担当したマイトの癖が付いていることが多い。マイト個人の製作するファティマは育成途中で随時ポッドから出して外界に触れさせながら段階的に成長させるため、工場製ファティマより更に時間がかかる。
なおファティマは骨格からして明らかに人間の女性とは異なっており、見間違えられることはまず無いとされているが、ラキシスとアトロポスは人々の前で「人間」として振る舞っており、その事に何の疑問も持たれていない。

## フルゲージ
能力を比較する基準として、フルゲージという区分がある。フルゲージはパワーゲージとクリアランスに分けられる。パワーゲージは機械的な測定によるランク分けで、クリアランスとは相対的な総合評価（品格、扱いやすさ）である。
パワーゲージやクリアランスで高評価を受ける個体はマイトの直接の設計・育成によるものが多く、ファティマ・ファクトリー製のファティマは能力はそれなりである（マイトが関わった場合はその限りではない）。マイトの中でも高名なマイトによるファティマは極僅か（一人の生涯生産数は多くて数十体）であり、計り知れない価値を持っている。その為に多くの騎士や国家がその所有を競って殺到し、過去にはファティマを巡って決闘という流血の事件もしばしば起こった。
パワーゲージ戦闘能力・MH制御・演算性能・肉体耐久・精神安定の5項目で表される。D2以下は例外を除き廃棄対象となる。逆に戦闘能力の3Aは並の騎士を上回る強さとなり、全ての騎士にとって確実に制御出来る保証が無くなるため星団法違反となる。なお、クローソーについては、彼女の為だけに3Aを超える最強の証を示す「VA」が特別に設けられている。工場製ファティマのスペックはB2（戦闘）- B2（MH制御）- C（演算）- B2（耐久）- C（精神）あたりが平均である。
3A最高クラス（戦闘力では平均的な騎士を上回る）
2A超高性能（戦闘能力では通常の騎士レベル）
A一般的ファティマの最高値
B1高性能
B2平均的
C平均的
D1やや劣る
D2廃棄対象
E廃棄対象
クリアランスファティマの品質を表す。ダイヤモンドの透明度の基準値「クラリティ(Clarity)」が元になっている。戦闘兵器としての優秀さを示す値でもあるため、多くの騎士は、よりクリアランスの高いファティマを求める。戦闘用ファティマの80%は、平均的なランクであるVS2に属する。
F（Flawless）厳密にはクリアランスではなく、他のファティマとは別格扱いとする称号（フローレス・ファティマ）であり、製造後の経歴により特別に認められたもののみ与えられる。特にパワーゲージが優れていなければならないという訳ではなく、歴史的な意義も大いに加味される。星団初の4ファティマの全てがフローレス・ファティマとなっているのもそのためである。多数のファティマが生産されているが、劇中などで公開されているフローレス・ファティマは過去を含め僅か十数体である。類似のものとして、クローソーにつけられた「FF」（Forever Fantastic Flawless）、タイ・フォンにつけられた「SF」（Silent Flawless）がある。なお、ファティマの「ラ・〜」はフローレスファティマを表す名称である。
VVS1（Very Very Slightly 1）最高級
VVS2（Very Very Slightly 2）高品質
VS1（Very Slightly 1）良質
VS2（Very Slightly 2）平均的
S1（Slightly 1）やや劣る（通常戦闘用としては使われない）
S2（Slightly 2）廃棄対象、もしくは非人間型ファティマ（エトラムル）

## ファティマの処遇
ファティマの存在は星団法（記事「ファイブスター物語」の「作品用語」参照）で強く規制されている。彼女らは工場やマイトの工房で培養・育成され、高い教育と訓練を施された後、星団法に規定された様々な処置（「MHに搭乗したら戦闘を行い敵を殺害する」など、主に戦闘行為に関する思考を強制する「ダムゲート・コントロール」と呼ばれる思考制御プログラム、アイカバーとクリスタルの装着等）を経て騎士の需要を待つ。ファティマは彼女らを所有する騎士の動産と見なされ、人間と同様の人権は与えられない。
ファティマは基本的にMHのコントロールの為に騎士が所有するものであるが（所有者である騎士を通常「マスター」と呼ぶ）、優れた情報解析能力のためマスコミが所有する例もある。また主が騎士を廃業したり騎士権を剥奪されても、家政婦のような形で引き続き仕えるケースも稀にある。一部の豪族や貴族の中には、騎士ではないにもかかわらずその権力により騎士の資格を偽造し、何らかの手段でファティマを手に入れる者もいる。このほか作中では、ファティマのダムゲート・コントロールを何らかの手段で狂わせ、一般人が偽のマスターとなってファティマ専門の売春宿を経営していた例もある。
ただしファティマの維持には、後述するアレルギーへの対策などの関係から、日本円に換算すると年間数億円程度の維持費が必要になる。騎士団所属の騎士の場合は通常騎士団側が維持費を負担してくれるが、フリーの騎士の場合は自ら維持費を賄う必要があるため、中には維持費を賄えずにファティマを手放さざるを得なかったり、最悪の場合ファティマが病気となり死んでしまうこともある。こういった費用面の問題もあり、一般人がファティマを所有することは現実的ではない。なおファティマスーツに多くの場合高額な宝石類が装着されているのは、ファティマの維持費が賄えなくなった場合にそれらの宝石類を売却することで一時的にせよ維持費を捻出できるようにするためとされている。
本来ファティマは非常におとなしく他者に従順な精神をもっており、ロボット工学三原則のように人間に対する反逆を防止する制御も必要無い程だが、ダムゲート・コントロールによる戦闘行為の強制に加え、マスターとの人間関係が却って精神バランスの乱れを生じさせ、最悪精神崩壊を生じさせる危険があるため、マイトやマイスターによる定期的なケアが欠かせない。ファティマの人格を認めずあくまで兵器として扱う事で悪名高いノイエ・シルチスや黒騎士デコース等の方が、ファティマの精神的負担が少ないという点でむしろ理想的なマスターであると言われている。
仕えるべき主（騎士）のいないファティマは、その身を防衛する最低限の権利も許されていない。そのため、戦闘などで主を失い騎士や国家の庇護を失ったファティマ（「はぐれファティマ」と呼ばれる、言わば野良ファティマ）は、そのほとんどが若く美しい痩身の女性であることに加え、騎士への嫉妬心を煽る存在であるため、騎士の力を持たない一般人男性によって性的暴力を受けることも珍しくない（この点に関してはむしろ男性型ファティマの方が悲惨であり、男性型が作られる事が少ない一因でもある）。
ファティマに対するこうした世間の冷遇は、ひとつにはその永遠の美貌に対する世の女性たちの、そしてその美しいファティマを所有しうる騎士に対する世の男たちの羨望にもよるが、何より劇中でアトロポスが語っているように、人間達を凌駕する知力と体力、そして長い寿命を持つ彼女らが、いつか創造主である人類になり替わり万物の霊長として君臨するのではないかという潜在的恐怖（いわゆるフランケンシュタイン・コンプレックス）に依る所が大きい。彼女らに生殖能力が与えられていないのもその現れである。
1人の騎士が複数のファティマを同時に所有することも可能だが、先述した通り一体あたりの維持費が高額であることに加え、通常騎士にとってファティマは（性的処理も含めた）パートナーであるという側面もあるため、実際に複数のファティマを同時所有している騎士は（「はぐれファティマ」を保護するために一時的に仮のマスターとなる場合を除き）極めて少ない。また騎士がファティマの所有を放棄する場合は、ファティマのヘッドコンデンサ（クリスタル）に指を当てた状態で「You seek your next.」（次のマスターを探せ）と命じることで、いつでも所有を放棄できる。もちろんマスターの死亡時もプログラムは解除される（仮にファティマの与り知らぬ処でマスターが死亡した際は、収集した情報からマスターの死を認識した時点で解除される）。ただしプログラム解除でマスターとの絆が完全に失われる訳では無く、静は前マスターのアルテン・サヤステの来訪に歓喜しており、メガエラはウェイ・ルースにその先祖である最初のマスターの面影を見出して涙している。また過去のマスターの許で知り得た重要機密（MHの開発情報など）に対する秘匿性も高く、「脳味噌を引きずり出してデータを直接抽出でもしない限りは漏洩しない」と言われている。
ただし、星団歴7777以降においては星団法は適用されていないためファティマを縛る法は無くなっている。（月刊ニュータイプ2020年7月号）
はぐれファティマ
マスターを失い、そのまま騎士や国家などの庇護を失ったファティマのことで、いわば野良ファティマ。多くの場合、戦闘でマスターを失った後に放置されて野良となり、別の騎士に保護されるまで放浪することになる。
ロストファティマ
マスターを失ったファティマ。ただし仮のマスターを得るなど他の騎士や国家などの庇護下にある点で、はぐれファティマとは異なる。
ブーメランファティマ
マスターを失い製造したマイトや調整役のマイスターの許に戻ったファティマ。

## お披露目
ファティマにはその性質上能力の個体差や騎士との相性があり、特定の騎士と組んだ場合に通常よりも高い性能を見せる（初期は国家資産であったが、比較的早い時代にその特性が発見された）。そのため状況が許される限りにおいてファティマ自身が騎士との相性を判断しその所有物となるかどうかを決めることが一般的となっている。それはファティマに認められている数少ない権利の一つとなっている。ファティマを求める争いの反省も踏まえ、公開して集まった騎士らの中からファティマが相手を選び出す式典を「お披露目」と呼び、特に銘入りファティマの場合は式は盛大に執り行われる。
お披露目の多くがアドラー星のトラン連邦共和国で行われるのは、史上初めてファティマに「マスター」と呼ばれた人物が、トラン連邦の前身の一つである旧レント国王ジェスター・ルースであった事が起源となっている。他にも騎士級の見届け人が3人以上いる場であれば、略式的に認められる慣わしとなっている。
このファティマと騎士との相性についてはほとんど解明されておらず、クローム・バランシェでさえ、ミッション・ルースやアイシャ・コーダンテといった奔放な人物を選んだ自分のファティマ達（メガエラ、アレクトー）について「ひどい奴の処にばかり行く。何を考えているのか解らない」と嘆いていた。単なる恋愛感情のようなものではなく、ティータ（クリサリス家）や町（ビィ家）、イカロス（エックス・アトワイト家）のように最初のマスターの子孫に代々仕えていくケースが多い事から遺伝的要因も大きく作用していると考えられるが、メガエラのように幼児期の経験（ミッションに命を救われた）が強く影響したケースもあり、実際のところは不明。ただしこのような特殊な選択が行われるのは銘入りファティマの一部に限られるようで、一般的なファティマの場合は「お披露目に参加した騎士のうち最も強いものを選ぶ」のが普通である。
銘入りファティマのお披露目ともなると、星団各国から国家を代表するクラスの騎士が集まるほか国家元首・外相クラスの人物も多数参加するため、本来の目的であるファティマのマスター選び以外にも国家間外交における重要な場となっており、お披露目に先立ち毎日のようにパーティーが開かれるほか、首脳会談も多数設定される。逆に紛争を抱えている国家の首脳同士が顔を合わせることもあり、騎士同士の小競り合いが発生することも珍しくないため、周囲への被害拡大防止のためお披露目に参加する騎士がモーターヘッドを持ち込むことは禁止されている。
お披露目は、新規に育成されたファティマだけでなく、戦闘や病気等によりマスターを失った「ロストファティマ」や、諸事情により治療・再調整等が必要になりマイトの許に戻った「ブーメランファティマ」（主に「はぐれファティマ」だったファティマが、放浪期間中の怪我や精神的なストレスの治療のため、仮のマスターを決めた後マイトに戻される場合が多い）に対しても行われる。一方で国家が管理するファティマファクトリー製のファティマ（ファクトリーを所有する国家所属の騎士をマスターとする）や、マイトが特定の国家から特殊な目的で発注を受け開発するファティマ、マイトの独断で特定の騎士にファティマを嫁がせるケースなどもあり、必ずしも全てのファティマがお披露目を受けるわけではない（ファティマ・ウリクルは、モラード・カーバイトの「こいつも持ってけ。扱き使ってくれていいぞ」という独断でコーラス3世のパートナーになった。その際、「お披露目はどうするんです」と質問したコーラスにモラードは「必要ない!」と返している）。
なおマスターが決定すると、マスターとなった騎士はマイトに対しファティマの育成にかかった費用＋αを支払う（基本的には騎士が所属する騎士団が肩代わりするが、フリーの騎士の場合は自ら支払う）。ただしファティマファクトリー製のファティマに関しては、そもそもファクトリーの運営費用を国家が負担しているため新たな費用は発生しない。新規に育成された銘入りファティマの場合その費用は数十億円相当にも達するため、お披露目に参加できるのは多くの場合国家を代表する騎士団に所属する（＝それだけの費用を支払ってもらえる）騎士に限られる。貧乏な騎士は、費用負担が少なくて済む「ロストファティマ」や「ブーメランファティマ」に狙いを絞ってお披露目に参加することが少なくないとされる。
お披露目が行われるのは基本的に「平時」であり、戦時は略式で済まされることが多い。それでも相性の問題から騎士（もしくはファティマ）が死亡して生き残ったファティマ・騎士ですぐに新規のペアが組める確率はせいぜい2割程度。

## スタックコード（張り付きプログラム）
2013年連載再開から導入された新設定。
いわゆる特定の騎士を自身のパートナーとして認証する特殊コード。
スタックコードが発生している場合、前述のお披露目を経ても該当する騎士以外をマスターとして認証せず、可能性が皆無であっても追い求める。原則として該当する騎士に「既にパートナーがいる」、「既に死亡している」場合のみ取り消される。またスタックコードの存在に気づいたガーランドが消去するという方法もある。
前のマスターの血縁者を新たなマスターにする例も多い。

### スタックコードが発生したケース
- ビルド→ワンダン・ハレー

スタックコードの存在が明かされたケース。インタシティの最期にモラード、ミースと共に居合わせたビルドがインタシティのパートナーであるハレーに対して抱いてしまった。インタシティの偉大さに畏れを抱きながらもその後若くして騎士を廃業したハレーにスタックコードがついたため見合いを30回も失敗することになり、モラードを嘆かせている。事実に気づいたミースが二人をカップリングするためハレーの捜索に協力する。その後ベラ戦の際に現れたハレーにミースがビルドを急遽引き合わせ、ベラ戦以降では騎士に復帰したハレーと目出度くコンビとなっている。

### スタックコードをうかがわせるケース
- ウリクル→コーラス3世

お披露目前のウリクルがモラードを訪ねるコーラス3世を追跡してからかった結果、フィルモアの演習地に入り込んだコーラス3世はラルゴ・ケンタウリに重傷を負わされる。そのことを悔やみ、コーラス3世本人に謝るウリクルだが、コーラス3世はウリクルを責めることはなかった。その後モラード公認でお披露目抜きに嫁いだ。
- メガエラ→ボード・ビュラード

トランSPI時代のボードがバストーニュのバランシェ邸を公務で訪ねた際に幼少期のメガエラをからかい逃げたメガエラがサイロ（アマテラスが建造後にほったらかしたオージェ・アルスキュルの格納庫）に転落しそうになった際にボードが身を挺して助けた（いわゆる「おでこちゃん事件」）。このときにスタックコードが生じたようでその後のお披露目で誰もパートナーに選ばず。バランシェが警護のために出向いていたボードと引き合わせた際に彼をマスターに選んだ。ルビール・レイスをはじめとするボードの部下たちは本来お披露目の場にい「てはなら」ないボードことミッション・ルース大統領がメガエラを娶った事実を隠すため、「武者修行」と称する時間稼ぎをして「気がついたらバランシェ・ファティマを娶っていた」という形にした。
- クーン→デイモス・ハイアラキ

内戦鎮圧に駆り出されていたハイアラキが不審者としてソープ♀、バランシェを追跡した際にソープ♀より先に戦いを挑んだクーンを圧倒する。ダムゲートコントロールがされていないクーンだがハイアラキの強さに惚れ込んでしまった。ハイアラキには既にサロメがいたにもかかわらず発生した少し特殊なケース。
- パルスエット→ヨーン・バインツェル

3001年のボォス星カステポーのノーキィシティにて「はぐれファティマ」として一般人に拉致されかけていたパルスエットをヨーンが助けた際、パルスエットはヨーンをマスターとして認識したが、ヨーンは「ボクは騎士ではない」と拒絶した。このためアイシャがAKDの名の下に保護する。その後、3030年のムンスターでヨーンがアイシャと再会した際にアイシャの悪知恵に引っかかったヨーンが彼女をパートナーにしてしまう。なお、パルスエットの身分は工場の大量生産品（いわゆる銘無し）であるが、人望のあったミハエル・レスターの遺品でもあることから青銅騎士団は今も彼女の行方を捜している。
- ヒュートラン（エミリィ）→ワスチャ・コーダンテ（ちゃあ・てぃ）

バランシェの死後、アドラー星バストーニュのバランシェ邸でちゃあがメイド修行をした際、執事のウッドからメイド仲間のエミリィとして紹介される。ちゃあが帰宅すると知ったエミリィはちゃあを押し倒して「ご主人様と呼ばせてください」と言って嫁いだ。お披露目もへったくれもなく、そもそもFSS本編ではなくサイドストーリーの「プロムナード」で語られた相当特殊なケース。

### 血縁関係者に代々嫁ぐケース
元々、強さと共に相性で騎士を選ぶファティマはマスターの子や親族といった「血縁のある騎士」を認めることも多い。
- ティータ→クリサリス家

- イカロス→アトワイト・エックス家

- コンコード→ヤーボ・ビート、デプレ・カイエン

- 町→V家

- チャンダナ、クラトーマ、オデット→フィルモア皇族

チャンダナは慧茄・ダイ・グ・フィルモアからダイ・グ・フィルモア5世に、クラトーマはパーマネント・レーダー8世から慧茄にパートナーを変えている。オデットは璃里、ジーク、茄里の家族3人をマスターとしている。

### スタックコードというより「運命」としか言いようのないケース
- ラキシス→アマテラスのミカド（レディオス・ソープ）

ファティマというより「別のなにか」になってまでソープに嫁ぎたいというもはや狂気としか言いようのない例。
- クローソー→コーラス6世（コーラス3世）

まだ星団史に登場してもいない人物をマスターと呼んでしまった異常事例。コーラス王家なら良いというわけでもなく（現にコーラス3世の長女セイレイも相当の騎士）運命としか言いようがない。
- フォーカスライト（アウクソー、デルタベルン）→ナッカンドラ・スバース、ダグラス・カイエン、マキシマム・ハルトフォラス、コーラス6世

超帝國の純血の騎士に嫁ぎたいという謎多きスタックコード。アウクソーがまだ幼少の頃からカイエンをマスターと認識し、バランシェとアマテラスを殺害しに来たカイエンに対し制御できない生命体なら処分するしかないと言い放つ二人にアウクソーは助命を嘆願。その様子を見たバランシェに「完成」したファティマには興味がないと勘当を言い渡され、代わりに身元を引き受けたアマテラスに「マスターが死ぬときは共に死にたい」という想いを打ち明けている。その言葉のまま、カイエンの死後もアウクソーは彼をマスターと呼び続け、GTM感応機能を消失（停止）させる。ミースは色々と手を尽くすが彼女をはじめ当代随一のファティマガーランドが束になっても解明できなかった。ただ、GTMガーランドであるツバンツヒがカルテを見た限りではまったく正常だと判断したこと、カイエンとミースの子供に相当するマキシに反応したことをにおわせる発言をアマテラスがツラック隊でミースと会った際に述べている。その後、エトラムルファティマ「デルタベルン」になったとされるフォーカスライトがコーラス6世のパートナーとなることについてもまだ明かされない秘密があるよう。

## ファティマ・ファッション
純血の騎士の細胞から作られているファティマは、騎士以上に劣性遺伝子のかたまりであるため特有のアレルギーを持っている。また、「一目で人間と区別できなければならない」、ファティマの美貌により一般人が劣情など誤った行動を起こさないよう「人前で素肌を晒してはいけない」「外部から瞳が見えてはいけない」など星団法上の規制もあるため、専用の服（ファティマスーツ）を纏っている。基本的には戦闘用と私服にわけられる。
ファティマスーツには成長タイプを即座に判断できるなどのメリットもあるが、対戦闘用の機能やファティマがアレルギーを起こさない高価で希少な天然素材（作中においては人間用の繊維素材は分子を直接操作して作られるため、ナイロンなどの石油を精製して作られる化繊も天然素材に含まれている）などが用いられているため、日本円に換算して一着数億円という高額品であり、カスタムスーツとなれば数十億円台にまで跳ね上がることになる。そのため、費用面や星団法の大規模改正などによる対応の問題などの事情によってAP騎士団やノイエ・シルチスといった大国の騎士団でさえも騎士団内で統一仕様のファティマスーツを供給しきれないという事態も発生している。特に予算の限られた中小国家の騎士団や個人で活動している騎士は更に顕著であり、時には工場やマイトの元から出てきたばかりの素の服装で過ごすことも強いられる場合もあるという。これは数が少ない男性型ファティマにもしわ寄せがあり、頻繁に着替える必要がある下着などは女性型用の服を着ていることが多い。
ファティマスーツを製作する専門のマイスター（職人）も存在し、その特質からファティマ・マイトと同等の待遇を受けている。代表的なマイスターはシリーズ・サリアッカー・パナフランシス・シアン公爵夫人である。
グロスフェイス
ファティマが登場した当初のスタイル。ファティマの美しい顔は決して人に見られてはならないとされ、プラスチックの仮面の着用が義務付けられていた。鏡面的な仮面からグロスフェイスと呼ばれる。服装は機能優先の装甲を備えた戦闘スーツ。
『重戦機エルガイム』で構想されていたファティマも、世の女性の嫉妬を避けるために顔を隠しているとされていた。
アイスダートスタイル＝初期アシリア・セパレート
グロスフェイスの時よりも規制が緩められたスタイル。仮面の代わりにアイコンタクトの装着が義務付けられ、長年に渡って続く規制となる。服装は機能優先の装甲スーツが主流だが、徐々にファッション性が備わるようになる。
マンティック・モード
アルセニック・バランス（クロームの母）が考案した、宇宙生活に適したファティマ・スーツ。マントを羽織るような感じで全体的にゆったりとした印象のデザイン。着用したファティマはタイ・フォンとダイオードが登場している。この両者は宇宙での活動を主目的に製作されたか、実際に宇宙生活が長いファティマである。また、Fネームファティマも通常作戦行動時はマンティック・モードを着用する。
デカダン・スタイル
アイスダート・スタイルからさらに規制が弱くなったファッション。装甲スーツの機能性よりも、ブラウスやタイツなどを用いた軽装によって身軽に動けることに重点が置かれている。スーツによるS型・M型・L型の識別が重視されだしたのもこの頃から。原則として顔と手以外の素肌は見せてはいけないものの、タイツやソックスなど脚のラインが見える物は許され、末期には肌の透けるストッキングも用いられるなどさらに規制が緩くなっている。しかし有力な騎士団や騎士ではさらに羽目を外す者が出だし、さらに一般民がスタイルを真似をしだしたため、規制強化が行われることとなった。
『重戦機エルガイム』時代から引き続き使用されているファティマ・ファッションで最初に発表されたモードであり、その後の基本となっている。
プラスティック・スタイル
デカダン・スタイルの規制を逸脱したデザインが多く見られるようになったことから、規制強化として星団暦3000年より施行されたファティマ・ファッション。星団暦2996年に改訂された規定（性的アピールの排除などのため、顔以外は素肌が透けた状態で見せてはならず、髪もボンネットで覆うなど最低限の露出に限る）に対して、シアン夫人がそれに真っ向から対抗して、規制を遵守しながら腕や脚までぴったりと覆った一体化型スーツを開発、全身のラインを強調する強烈なデザインとした。この時期からファティマのコンタクトレンズは取り外されることとなり、結果、夜行生物のように暗闇で光が当たると眼が光るのが確認できるようになった。また本スタイルに対応すべく、MHのファティマ・コクピットが新設計の物に更新されることとなった。
ファティマを模倣したファッションがアニメや漫画に蔓延してきたことに永野護が反発して、全面的に改められたものである。
カレント・スタイル
戦闘用のプラスチック・スタイルが日常生活に適さないことから、戦闘時以外に着用するために設定されたスタイル。戦闘時や公の場に出る場合にはプラスティック・スタイルを着用するなど使い分けている。
ガーメント・スタイル
L.E.D.ミラージュ搭乗用の専用ファティマ・スーツ。ファティマの外見をすべて隠し、個体識別は不可能。宇宙空間での使用が想定されていたため、密閉スーツである。
ビスケット・スタイル＝アシリア・セパレート
アイスダートスタイルの改良発展型。正式にはアシリア・セパレート・ウェポン・ルール・スーツ（アシリア型分離兵器制御服）。極めて高価であるため騎士やファティマでなく国家や騎士団の所有となっており、ファティマが死亡した際は同体型の別のファティマに継承される。GTMの外部からの遠隔操作が可能。FネームファティマもGTMに搭乗する時はこちらへと着替える。
ダブル・アライメント
アマテラスがラキシスのためにシアン夫人に特注したスーツ。騎士服とアシリアの両方の機能を持つがその分コストも天文学的で、売値は「300万フェザー（約15億円）」シアン夫人はミラージュAFへの制式採用を狙っていたが叶わず、もう一着の試作品はヨーンのパートナーとなったパルスェットに進呈された。ラキシスはベラ最終決戦で着用し、支隊長ナルミ騎がジィッドの奇襲を受けた際に遠隔操作で救助している。

## 主要登場ファティマ

### クローム・バランシェ作（故人）
クローム・バランシェ (Clome Ballanche) はリチウム・バランスの子孫であり、4大マイトの筆頭ともいえる程の著名なマイトである。ファティマ製作能力は他のマイトを凌ぐとされ、通常ファティマ・マイトは一度に一体ずつ管理して製作するが、彼は2 - 3体を兄弟または姉妹として製作することが多く、「バランス」への脳移植による延命もあり、その生涯で45体もの銘入りファティマを生み出している。バランシェの銘入りだけでも本来よりも2ランク高い評価を得、「バランシェ・ファティマ」としてブランドとなっており、実際に高い性能と自然な振る舞いを持つ。反面、精神的に不安定な者も見られる為に「銘ばかりの欠陥品」と揶揄されることもある。また、度々自らの研究の結果や実験的要素を注ぎ込むために、純粋なファティマの存在を超越した特異なファティマも数多い。
ファティマはお披露目によりパートナーを得ることになっているが、お披露目を行う前から誰をパートナーにするか決まっているファティマも多いとされている。バランシェのファティマは、育成期間から度々接し、ファティマと同じ永い命を持つこともあり生涯付き添っていくことになるであろうレディオス・ソープをアーク・マスターとして、決して敵対しないと心に決めているという。その結果、ミラージュ・マシンとの交戦をせざるを得ない状況に置かれた場合は精神障害を起こすことがある。また、ソープが名前を付けたファティマは「（名前が）やたら長くて、言いにくくなる」とバランシェに言われている。
なお、No.43-45の「運命の三女神」に関しては、バランシェ曰く「その三女神が醜い三老婆だったから」その名前にしたとのこと。
1. クーン（Queen/Khoune）
「狂花の3女神」の最初の1人。不遇時代のバランシェが独力で製作した最初の作品。「騎士を超える戦闘力を持ってはいけない」「ダムゲート・コントロールを施さなければいけない」という星団法の規制を無視した違法ファティマであり、逆に言えば星団法に対するバランシェの批判を込めたファティマでもある。自分を超える戦闘能力を持つ剣聖デイモス・ハイアラキに出会い、嫁ぐ。その後、バランシェの研究としてAD世紀の剣聖の受精卵を着床させ、ダグラス・カイエンを生む借り胎となるなど、様々な実験が行われた。
ハイアラキからカイエンにシュペルターと共に譲られる。だが成長したカイエンから求婚されたことでクーンの精神が崩壊しかける。バランシェからクーンが産みの母親であることを聞いたカイエンは怒り狂いバランシェを襲撃殺害しようとするがそれを阻止しようとしたリンスに敗北し、両腕切断の瀕死の重傷を負う。このとき、クーンとまだ少女だったアウクソーが助命を願い出た結果、「人ならざるリンスが傷つけたから」という理由でアマテラスが神の力を用いて完全な治癒を行っている。この事件のショックによりカイエンは薬物中毒で植物状態となってしまった「とされる」。クーンは晴天の詩女ボルサに預けられ150年の間休眠。ボルサによりカイエンが復活を遂げ、成人したアウクソーをパートナーにするようになった後、クーンも休眠から目覚め、騎士にしてGTMとAFのダブルガーランド、ダイアモンド・ニュートラルのパートナーとなる。クーンの劇中における会話はカタカナ。ただし霊体で出現した時には普通に喋る。
カイエンを宿した事でカイエンの持っていた能力の母体へのフィードバックが起こり、超常の力を持つ存在となる。休眠中もAFの守り手となり、京とアトロポスの戦いを見届け京に止めを思いとどまらせた。自身が悲劇的で波乱の人生を送ったことにより長い寿命を持つファティマに「おわりのとき」を願うようになる。その想いはアトロポスに受け継がれ、彼女がすえぞうに願うときに殺して欲しいと懇願する形となり、アトロポスとクローソーをはじめ「デルタベルンの戦い」に参加したファティマたちはGTMと共にライブの閃光に飲まれて消滅した。
新設定では、性別のみを変更したバランシェのコピーをアーキタイプとして、元からカイエンの母体となるべくセントリー・ライブの因子を組み込まれて作られたファティマとされ、後にライブによりダイアモンド・ニュートラルに仕えたファティマ体、超常の能力を有するセントリー体の二つに分離させられている。リンスとの戦いの後、カイエンはクーンとともにカステポーへと赴き、セントリー体の旅立ちを見送った。なお、この際には普通にしゃべっている。
スペック…戦闘2A・MH制御2A・演算A・耐久3A・精神B1・クリアランスVVS1・タイプM
2. パルテノ（Parthenon）
「狂花の3女神」の2番目ファティマ。突出した性能を持つがそれゆえに精神的に不安定であり、最初のパートナーとなったシャフトに精神崩壊を防ぐため薬物によってダムゲート・コントロールを破壊された結果、なんとか精神の均衡を保てるようになった。その能力は特殊なMHであるヤクト・ミラージュ（グリーン・レフト）の初期立ち上げや一分の狂いもない制御などで垣間見ることが出来る。通常はラリった言葉遣いだが、カステポーでのレディオス・ソープ救出作戦ではA.K.D.軍にバスター砲での砲撃を仕掛けたシーブル軍に冷静に対処し、シュペルターを駆るミシャル・ハ・ルンのパートナー・クラッパに同じバスター砲での対消滅を図るよう指示。さらにデータリンクなどでシュペルターの反撃をサポートしていた。シーブルを裏で操っていたボスヤスフォートによりシャフトが殺害されたことで再び精神不安定の兆候を見せる。公式には「廃棄処分済み」となっていたが後に生後間もないベルベット・ワイズメルのパートナーとなり、再びグリーン・レフトに搭乗している。魔導大戦開戦時はグリーン・レフト共々その存在を秘匿されていた模様。劇中の会話は一部を除きカタカナ。外見はアフロ・アメリカンもしくはアフロ・カリビアン風で髪型はドレッドロックスやコーンロウに近い。
スペック…戦闘3A・MH制御3A・演算3A・耐久B2・精神D・クリアランスVS2・タイプM
3. バランス
バランシェが自分自身の延命用ボディとして製作したファティマで、バランシェ本人のフルコピー。クーンやパルテノに自らの脳を移植させた。
4. マージャ（Maja/Majer）
「狂花の3女神」の3番目のファティマで、初期3女神の内では最も安定している。名前は漢字表記で「魔邪」、斑鳩王子（サリオン）のパートナー。バランシェに母性という性質を与えられており、サリオンの母親代わりを務めていた。3010年のサリオンの元服により、正式なパートナーとなった。
スペック…戦闘2A・MH制御3A・演算2A・耐久A・精神2A・クリアランスVVS1・タイプS
5. チャンダナ（Chandanna）
剣聖慧茄・ダイ・グ・フィルモアをパートナーとしたことからバランシェの名前を高めることとなった。常にぼぉっとしている天然ボケであるが、フィルモア帝国で最強のファティマである。慧茄の引退により直孫であるエラニユース・ダイ・グ・フィルモア5世が新たなマスターとなる。容貌はインド人少女。MHのコントロールは一流だが、天然ボケの為に受け答えのタイミングがかなりずれており、慧茄やエラニユースのように阿吽の呼吸でやり取りが出来ないとパートナーになれない。
高性能だが不安定というバランシェ・ファティマの評判に対し、精神の安定性を徹底して追求した結果、周りで何が起きても一切気にしない性格となった。しかしマイペース過ぎて意思疎通自体が困難というレベルに達しているため、コークス博士からは師匠の設計ミス扱いされている。
スペック…戦闘A・MH制御2A・演算A・耐久B2・精神B1・クリアランスVVS1・タイプS-M
6. 弁天（Vin-Tin）
他に「ニーヴ」「ヴィン・ティン」などの色々な名前を持つが、日本語の弁天の各国語読み。イオタ宇宙騎士団団長ジャコー・クオン・ハッシュのパートナーとして登場。褐色のアジア人的容貌。
ジャコーをパートナーに選んだ際、ジャコーの母であるイマラ・ロウト・ジャジャスに理由を聞かれた彼女は「将来に期待します」と答えたという。
以前、ジャコーは彼女を「べんてん」と呼ぶと書かれていたが第13巻で正式に登場した際にはキチンと「ヴィン・ティン」と呼ばれている。
スペック…戦闘A・MH制御2A・演算A・耐久B2・精神B1・クリアランスVVS1・タイプS
7. イエッタ（Ietta/Eatta）
「白のイエッタ」「アイエッタ」とも呼ばれるフローレス・ファティマ。ミラージュ騎士団総司令官ファルク・U・ログナー専用として製作されており、公的にも彼の妻である。
ログナーはドウター・チップにより何度でも生まれ変わるが、その度にパートナーとなる。1話から登場し主役級ファティマの1人であるが、ログナーの性格やMH戦を行っていないなどで影が薄い。イエッタはログナーの母親の名であるらしい。アイエッタはジョーカー世界の御伽噺に登場する伝説の王女の名前で、「ログナー」は彼女が実在した数万年前から存在していた。タイ・フォンと並んで謎が多いファティマである。プロムナード第2話では桜子はイエッタが自己紹介したことで、自分の話していた生意気な子供（ワルツ・エンデ）がログナーだと気づいて凍り付いた。
永野護の漫画家としての処女作『フール・フォー・ザ・シティ』では「ソーニャ・カーリン」という名前で登場している。ここでもログナーのパートナーである。
下記の「Fネーム・ファティマ」の一人、聖聖〜ホーリー・ホーリーの母となる。
スペック…戦闘A・MH制御2A・演算2A・耐久A・精神B1・クリアランスF・タイプM
8. オデット（Odetto/Odette）
同時製作されたオーロラ、ジゼルとの舞踏3姉妹の長女。バランシェは、この頃からファティマを何人かまとめて育成する方法を取り始める。2970年代にマスターであるクローター・ダンチヒの引退でバランシェ邸に戻っている。そしてバランシェ邸で次のマスター璃里・ブラウ・フィルモアと出会う。彼女の願いから親族であるジーク、茄里も同時にマスターと認識している。その際、バランシェにより「2パターンの能力と特性」をあわせもつファティマとして調整され、オディールと呼ばれるモードが存在する。通常は一般に知られている「ホワイトスワン」と呼ばれるオデットの姿だが、黒いアシリアスーツを身に纏ったときは「ブラックスワン」オディールとなる。
スペック…戦闘A・MH制御A・演算A・耐久B2・精神B1・クリアランスVVS2・タイプM
9. オーロラ（Aurora）
同時製作されたオデット、ジゼルとの3姉妹の次女。バキンラカン帝国筆頭騎士ママドア・ユーゾッタのパートナーとなっている。ママドアのパートナーになる前は、ユーゾッタ家の母方の親戚に当たるクバルカン法国のサヤステ家にいた。初登場時にはロングスカートにママドアの太刀を隠して持ち歩いていた。ファティマでありながらマスターを叱咤罵倒した結果、第15巻の表紙を飾ることとなった。なんでもやってみるものである。
スペック…戦闘A・MH制御A・演算A・耐久B2・精神B1・クリアランスVVS2・タイプM
10. ジゼル（Giselle）
同時製作されたオデット、オーロラとの3姉妹の三女。魔導大戦ではフィルモア帝国のノイエ・シルチス白騎士団長ナイアス・ブリュンヒルデのパートナーとして新型MH「ファントム」を駆る。
育成中にソープ´の提案で揃って街に出かけた際にははしゃぎ回ってバランシェを困らせたこともある姉妹である。
スペック…戦闘A・MH制御A・演算A・耐久B2・精神B1・クリアランスVVS2・タイプM
11. バクスチュアル（Bacstual/Bashikustual）
アマテラスが所有するモーターヘッド開発用ファティマ。バシクチュアルとも。巨大なヘッド・クリスタルで最大5騎のMHを同時に遠隔操作するなど、並外れた能力を持つが、その代償として人間的感情を一切カットされている。それでも第4話では落ち込むラキシスに笑顔を作って言葉をかけていた。特定のマスターも無く全ての騎士に臣従し、開発用でありながら経験蓄積のため実戦にも参加する。この実戦モードは「ザ・ブライド」と呼ばれ、撃破スコア38騎という戦果を上げている。ミラージュマシン開発終了後は封印されていたが、アマテラスの星団脱出後、ミラージュに加わった異星人ビクトリーとレディ・スペクターとのコミュニケーションにおいて重要な役割を果たした。
第二次王朝反乱発生時には、カイエンの着替えを手伝っているほか、感情が排除されているにもかかわらず不安に苛まれるラキシスを慰めるという行動を示している。3069年にはミラージュ騎士となったヨーン・バインツェルに貸与された。
スペック…戦闘D・MH制御3A・演算3A・耐久D2・精神E・クリアランス無し・タイプM
12. 大門（Daimon）
男性型ファティマで、蘭丸とはペアで兄弟。イオタ宇宙騎士団の三条香のパートナー。
スペック…戦闘A・MH制御A・演算A・耐久B2・精神B2・クリアランスVVS2・タイプM-L
13. ヴィッターシャッセ（VitterSchasse）
アマテラスのファティマでMH開発用。感情をカットしたバクスチュアルの衝撃からアマテラスがバランシェから提供された胚を元に育成を行った。しかしファティマの性質は胚の段階でほぼ決まってしまうために意味がなかったという。
スペック…戦闘D・MH制御2A・演算2A・耐久C・精神A・クリアランス無し・タイプM
14. 時（Toki）
静、町、京との日本人タイプ4姉妹の長女。2989年のバランシェの死をメイドとして見取り、その直前には見舞いに来たソープに応対したり、ミース・シルバーがバランシェからMAXIMUMを託される場面に立ち会っている。その後、ジャスタカーク公国の筆頭騎士アイオ・レーンのパートナーとしてヨーン・バインツェルやバーシャに逢い、魔導大戦ではレーンと共にジャスタカーク騎士団の一員としてハスハ侵攻に関わる。
スペック…戦闘A・MH制御A・演算A・耐久A・精神A・クリアランスVVS1・タイプL
15. 静（Ssizz）
時、町、京との日本人タイプ4姉妹の次女。クバルカン法国のルーン騎士アルテン・サヤステのパートナーとして初代黒騎士ツーリー・パイドルを破った戦績を持つ。魔導大戦開戦時は同じくルーン騎士ミューズ・バン・レイバックのパートナー。2989年にカステポーで起こった「壊し屋」事件では、ドラゴンの聖域たるカステポーで国家の意図を汲んだ戦闘に怒るサンダー・ドラゴンに「この騒動は自分たちで決着をつける」と誓い、真犯人であったメヨーヨ朝廷の新型MHアシュラ・テンプルを倒す。そしてサンダー・ドラゴンから誓いを守った褒美としてドラゴン・ドロップを授かった。ミューズがヨーンとバーシャをドーリーに招いた際にはバーシャに予備の自分のファティマ・スーツを譲っている。ソープによると育成中に「学校に行きたい」と駄々をこねたことがある。
『F.S.S. DESIGNS 3』によれば、アマテラスは静とアルテン（とバング）が黒騎士（とバッシュとエスト）を破った理由を、静がバングの開発にも関わったバランシェのファティマゆえにバッシュの動きを予測可能であったことと、アルテンが自騎の制御システムの新設計をバランシェに依頼出来たからだと分析している。
スペック…戦闘B1・MH制御2A・演算A・耐久A・精神B1・クリアランスVVS2・タイプS-M
16. 町（Machi）
時、静、京との日本人タイプ4姉妹の三女。パートナーだったフィルモア帝国の騎士バーバリュース・ビィの自決により、その娘クリスティンを新たなパートナーとする。その際に、ファティマがマスターを選ぶのは恋愛でも友情でもなく騎士能力との相性であると述べ、ファティマを道具（兵器）として使うよう、騎士の心得を諭している。魔導大戦にフィルモアが参戦した際には、実戦経験の無い初陣のクリスティンを助け、機関故障するも多大な戦果を挙げる。後年、フローレスファティマ「サイレン・ザ・アイス・カイゼリン 〜氷壁のファティマ町」となる。
スペック…戦闘A・MH制御2A・演算A・耐久B1・精神B2・クリアランスVVS2・タイプS
17. 京（Kyo）
時、静、町との日本人タイプ4姉妹の四女。銘としてのバランシェ・ファティマを求める騎士達により不遇の日々を送る。ミミバ族の傭兵騎士アーレン・ブラフォードをパートナーとしてからは精神的に多少回復したが、バランシェ・ファティマ全員が「決して剣を向けない」と誓っているソープのMHのオージェと戦わざるをえなくなり薬物に頼らなければならないほどに耗弱、さらにヤクト・ミラージュとの交戦で本格的に精神のバランスを崩してしまう。しかし戦闘終了後、京の状態を即座に理解したソープがコークス博士のもとに送るよう指示、加えて主のブラフォードが正式にミラージュ騎士団に入団して安息を得たことにより京もまた安らぎの日々を得た。エンジン出力のコントロールに優れているが、性能が上昇する反面、扱いにくくなってしまうのでマスターを選ぶ傾向にある。
バランシェがヒュートランに「自己鍛錬」プログラムを入れる原因を作った様子を垣間見ていた。戦闘中ながらこの事実を令令謝にバラして彼女を戦闘不能に陥らせ、ベラ国攻防戦を終結へと導いた。また、この令令謝が犯した悪事については、ブラフォードまでもがショックを受けていた（第14巻209-211ページ）。
スペック…戦闘A・MH制御A・演算A・耐久A・精神B1・クリアランスVVS2・タイプM
18. 令令謝（Lele-ist-Hotos）
超弩級ファティマと呼ばれる。「令令謝」の読みは「レレイスホトー」もしくは「リリーシャ」であり、モンゴル語が原典となっている。2代目黒騎士ロードス・ドラクーンの孫であるガマッシャーン共和国レイスル騎士団長ナオ・リンドー・レイスル（シュバイサー・ドラクーン）のパートナー。バランシェファティマの中でも飛び抜けた統合戦闘能力とGTM制御を誇るが、語尾に「にゃん」がついたり、マスターであるナオへの態度がなれなれしかったり、テキトー演算をしてみたりと、かなりの個性派。京には「調子こいてるあのややこしいバカ」と呼ばれている。
成人後はバキン・ラカン帝国聖帝ランダの元にいたが、後を襲ったミマスが「実戦でGTMを制御させることに問題があり、非常に危険なファティマなので預かっていてほしい」と直々に依頼し、マドラ・モイライという女騎士のもとに預けられる。だが「相性が合わない」との理由でクープ博士に預けられ、シャープス博士の「ラミアス」の開発に携わる。その後、クープ博士を後見人としてムンスターで行われた工場製・銘無しファティマが主体のお披露目に素性を隠し「レイニャ」という偽名で参加。これは騎士たちの間での血を洗う争奪戦を防ぐ、銘入りファティマとしての一般的なリスクマネジメントだけではなく、実は彼女の口が非常に悪く、目通りに来た騎士に対して「あなたは私には不釣り合いです」などと暴言を吐く（当然星団法では処分対象となる。マスターであるナオに対しても劇中で実力をけなすような発言を行っているが、これも厳密には星団法に触れる）危険性すらあるため、可能な限り安全に多くの騎士と出会う機会を設けるためにバランシェの同意の元行われた策であった。その際、休暇中にたまたま出会ったボードなる騎士に「気軽にファティマ見物するつもりで出ればいいじゃん」と背中を押されて出席したナオに対し、レイニャは仲介人を介さずファティマの方から挨拶するというルール違反を行ってまで娶られることとなる。
魔導大戦では、3032年ベラ国を包囲したGTM279騎を擁する枢軸連合軍に参加（作者によれば第5話エピソード9に登場予定だったがカットされたとのこと）。敵対するGTMの一群がアーク・マスターであるアマテラスのGTMであることを知りながらも、自らの存在意義と価値を示すため、（どこかのNo.39とは違い）懸命に戦った。
バランシェがヒュートランに「自己鍛錬」プログラムを入れざるを得なくなった原因を作った張本人である。この事を戦闘中に「鬼ババー」京にバラされ、さらに「ヒュートランに言っちゃお」とまで脅された結果、パニックになりGTMのコントロールが不安定になってしまい、ナオは撤退を決断した（第14巻209-212ページ。ただしこれはナオやアイシャも承知の上での茶番であった）。
下記の「Fネーム・ファティマ」の一人、零零〜ゼロ・ゼロ〜の母となる。しかし、これは別のレレイスホトー2世、もしくは3世以降ではないかという考察もある。
スペック…戦闘2A・MH制御A・演算A・耐久B1・精神B1・クリアランスVVS2・タイプS ＆ ”ほっといて型”
18. ＝零零＝（ZERO ZERO）
バランシェ・ファティマNo.18 ゼロ・ゼロ。タイフォン型ファティマ。姉妹である＝先先＝（マーター・マーター）とともに行方不明。なお、零零〜ゼロ・ゼロ〜とは別人である。
スペック…戦闘3A・MH制御3A・演算2A・耐久2A・精神2A・クリアランスなし・タイプS
19. アンドロメーダ（Andromeda）
2974年のメガエラのお披露目でブーメラン組として出品され、メヨーヨ朝廷の王子クラーケンベールのパートナーとなった。魔導大戦ではメヨーヨのハスハ侵攻に参戦。外見はマサイ系。
スペック…戦闘A・MH制御A・演算A・耐久A・精神B2・クリアランスVVS2・タイプL
20. ハスノホルテ（Hathsno-Hortes）
未登場。バランシェ邸にて休眠中という以外不明ということだったが3069年、ジュノー星の南部ボリショイ大陸・アルマ地方にてマスターである「ナラリタ・ダル・アダマス」と行動中、チャンダナによる星団通信網ジャックに参加していた。
スペック…戦闘2A・MH制御A・演算A・耐久B2・精神B2・クリアランスVVS2・タイプS
21. ヒュートラン（Hugtlang/Emily）
通称えみりぃ。星団で最も注目されていたファティマの1人でありながら、バランシェにより能力と名前を偽装され、魔導大戦まで150年間行方不明となっていた。「弱い騎士をパートナーに強い騎士と戦い、常に経験を積む」という自己鍛錬プログラムを与えられた結果、出奔同然でフェイツ公国にやってきたA.K.D.のコーダンテ家王女ワスチャの類稀なる（へなちょこぶりの）能力を見抜きパートナーとなった。演算能力の値は2Aであり、毎秒56兆7000億回の予測演算能力を実行する。
そのため破格の能力を持ちながら戦果を伴わない、非常に「もったいない」ファティマであるが、ログナー曰く、バランシェの正真正銘の最高傑作（アマテラスのコピー体であるユーパンドラ、「運命の3女神」アトロポス・ラキシス・クローソーの3人姉妹、マキシは厳密にはファティマには含まれない）であり、これこそがバランシェを超一流のファティマ・マイトたらしめている理由だという。
魔導大戦ではthe K.O.G.(新設定、帝騎マグナパレス)を偽装したカルバリーR（ルミナス・ミラージュ）を駆り、メヨーヨの副官で天位騎士のクライマー・パイドルの先行生産型アシュラ・テンプルDD（新設定ホウライ）に挑む。えみりぃの演算を超越したワスチャのズッコケにより「すべって転んだ拍子にドラゴントゥースを叩き切り撤退させる」という戦果を挙げる。この結果をワスチャはダメダメだとボヤいていたが、クラーケンベール大帝は「敗戦」として病むほどショックを受け、ついには直接ちゃあを尋ねてくるほどであった（第13巻『プロムナード3』。その際、クラーケンベールは「なぜこんなやつに負けたのだ！！わからーん！！」とカフェのテーブルに突っ伏している）。
パルテノが事実上の専従ファティマとなっているヤクト・ミラージュ（グリーン・レフト）や、本来ラキシス以外には制御不可能なナイト・オブ・ゴールド (the K.O.G.) の制御も可能。the K.O.G.が彼女に制御されるのはMHコントロール能力がすごいのではなく、MHへの威嚇力が凄いため（つまり脅されて制御されている。実際、アマテラスから指名されたthe K.O.G.は冷や汗を流しながら震え上がっている）。
並行的外伝『プロムナード』では、ちゃあ・てぃ（＝ワスチャ）がアルバイト先の貴族（＝バランシェ）の屋敷で出会ったメイドの少女「エミリィ」として登場（FSS本編でもワスチャからエミリィと呼ばれている）。東欧某国の学者夫妻の娘だったが戦争孤児となり、両親の友人だった貴族に引き取られた過去を持つ。十数ヶ国語をこなし、『ネイチャー』『サイエンス』に寄稿するほどの天才だが、戦争のトラウマで対人恐怖症の傾向がある上、心を許した相手には服従願望丸出しかつストーカーまがいの行動に出るのが欠点。
自己鍛錬云々以前に人格が壊れ、単なるマゾヒストと化しており、作者からもアホの烙印を押されている。『プロムナード3（単行本第13巻）』では、ムンスターにてGTMセイラーの預かり代代わりに15年分の溜まりに溜まった経理書類を5日で片付けた。請け負ってもらったシゲルブは大喜びしていたが、この時にも通常の演算（これなら10分程度で終わる）ではなく、わざわざ「そろばん」で計算しており、検算までした終了後は2日間ぶっ倒れていた。アマテラスとは犬語（A.K.D最高機密短縮言語）で会話する。前述の戦闘でもクライマー・パイドルを「この戦場で一番弱い」などとワスチャに対して躊躇なく嘘を吹き込んだ上で戦闘に入っている。嫌いなものは、豆腐。
バランシェがヒュートランに「自己鍛錬」プログラムを入れた経緯は、自分以上の妹が生まれたことに嫉妬した令令謝が沖縄産島豆腐（星団最強の比重を誇る）をヒュートランの頭にわざと250km/hでぶつけた衝撃で「あっぱらぱー」になったためと、令令謝の姉の京が暴露している。緊急で「自己鍛錬」プログラムを入れた結果として「持ち直した」とも「余計におかしくなった」とも語っている。
下記のＦネーム・ファティマである先先（マーター・マーター）の母となることが明かされている。動物の言葉を解し喋れる能力は彼女にも引き継がれているが、そのせいで時折厄介な事態を引き起こすと言う（後述）。
スペック…戦闘2A・MH制御3A・演算2A・耐久3A・精神3A・クリアランス????・タイプ ほっといて型
22. ソーナー（Sonor）
星団歴3031年の時点ではミース・シルバー・バランシェ預かり。機能停止したアウクソーについて話し合うべくラーン近郊のバランシェ邸に集まったモラードたちを出迎えている。
スペック…戦闘B1・MH制御2A・演算2A・耐久2A・精神B2・クリアランスVVS2・タイプS
23. マドリガル・オペレッタ（Madrigal Opeletta）
魔導大戦にて、ロッゾ帝国ヴーグラ騎士団長グレース・スドール天位騎士のパートナーとして、3032年ベラ国を包囲したGTM279騎を擁する枢軸連合軍に参加。参加する4カ国全てのファティマを束ねるアークホストAFを担当する。強力な索敵カウンター能力を持つ情報特化型。名前は単に「マドリガル」と表記されることもある。かつてはスーツマイスターのプリンチペ・シリーズ・サリアッカー・パナフランシス・シアン公爵夫人が所有。本来スーツマイスターはファティマを所有してはならないことになっているので定期的にお披露目に出しているのだが、なぜか彼女の元に戻ってきてしまうとの事だった。令令謝・パシテアと共にクロス・ジャミングを実行したが、ツラック隊側にミース、延いてはソープがいると感づいた際には半泣きになっていた。
スペック…戦闘A・MH制御A・演算A・耐久2A・精神A・クリアランスVVS1・タイプM
24. ドアランデアスティルーテ（Dorarandeastirute）
未登場。トワイス・カステリ枢機卿のパートナー。
スペック…戦闘B1・MH制御2A・演算A・耐久A・精神A・クリアランスVVS2・タイプM
25. 蘭丸/オーキッド（Orchid）
大門と同時製作された兄弟の弟にあたる。ウモス筆頭騎士メラリア・ムックル・ダンチヒのパートナー。
スペック…戦闘A・MH制御A・演算2A・耐久A・精神2A・クリアランスVVS1・タイプS
26. 瑠璃/ラピス（Rapis）
クバルカン法国の神官長ノンナ・ストラウスのパートナー。魔導大戦ではノンナとハスハに出向き、調査中にファントムとブーレイT-233に遭遇した。
スペック…戦闘A・MH制御2A・演算2A・耐久2A・精神A・クリアランスVVS1・タイプS
27. カナハ（Ccanahart）
AP騎士団、聖宮ラーン王宮支隊「アイル・フェルノア」支隊長ドヌーブ・ガセットのパートナー。未登場。マドリガル同様、シリーズ・シアン婦人のもとに勝手に居着く悪癖がある。下記のＦネーム・ファティマの織織（オリ・オリ）の母となることが明かされている。
スペック…戦闘B1・MH制御A・演算2A・耐久A・精神A・クリアランスVVS1・タイプM
28. スパリチューダ（Sparituda）
ハスハ連合共和国AP（エープ）騎士団スクリティ隊隊長ロータス・バルンガのパートナー。星団最高の演算能力を持つ。しかし銘なしファティマのはずのハルペルにエミュレート合戦で敗れている。騎士と同様にファティマも実戦経験は重要だと考えられるが、それを示す一戦であった。魔導大戦ではバルンガが軍司令兼参謀長となったこともあり、戦場には出ていない。
スペック…戦闘A・MH制御2A・演算3A・耐久B1・精神B1・クリアランスVVS1・タイプS
29. アキレス（Achileus）
男性型ファティマで同時製作されたイカロスの兄にあたる。ミラージュ騎士ディッパ・ドロップスの男性型ファティマ。
スペック…戦闘B2・MH制御A・演算A・耐久2A・精神B2・クリアランスVVS2・タイプM-L
30. イカロス（Ikaros）
男性型ファティマで同時製作されたアキレスの弟にあたる。リィ、パナール、アラートとA.K.D.のエックス・アトワイト家に代々仕える。
スペック…戦闘A・MH制御A・演算A・耐久A・精神B2・クリアランスVVS2・タイプS-M
31. ティータ（Tita）
モラード・カーバイトの処女作エストに衝撃を受け、対抗するために作ったファティマで、その為に特殊な能力を持っているらしい。レオパルト、メロウ、カーレルとA.K.D.のクリサリス家に代々仕える。2989年、アトキでのハグーダとの決戦を控えたコーラス城にてお互いの運命を知らずにエストと友人となる。3960年、ティータのL.E.D.ミラージュはエストの黒騎士を倒す。
スペック…戦闘B2(2A)・MH制御2A(3A)・演算2A・耐久B2・精神B2・クリアランスVVS1・タイプM
32. クラカライン（Kurakaline）
ミラージュ騎士「スパーク」ことピッキング・ハリスのパートナー。ミラージュ騎士団の「スパーク」の項を参照のこと。
スペック…戦闘B2・MH制御A・演算A・耐久B2・精神B1・クリアランスVVS2・タイプM
33. エフロシューネ（Euphrosune）
ミラージュ騎士シャーリィ・ランダースのパートナー。2995年、シャーリィがコーラス王朝のトラーオ・バランカ王子との結婚に際し騎士の能力を放棄したため、バランカ王家預かりとなり休眠を経て娘のアムーラに受け継がれる。
スペック…戦闘B2・MH制御A・演算A・耐久B2・精神B1・クリアランスVVS1・タイプL
34. カレ（Kale）
ミラージュ騎士ステートバルロ・カイダのパートナー。バッハトマ魔法帝国のブラック3のフロート・テンプル襲撃時に、スパークのお料理教室のアシスタントで初登場。
第13巻カラーページ頭で披露したラキシスを除き、ミラージュファティマで最初にアシリア・セパレーツ姿を披露する栄誉を得る。
スペック…戦闘A・MH制御A・演算A・耐久A・精神B1・クリアランスVVS2・タイプS
35. パシテア（Pasithea）
物語開始時点ではミラージュ騎士ヌー・ソード・グラファイトのパートナー。ヌー・ソードが3010年にブラック3のフロート・テンプル襲撃でデコース・ワイズメルに刺殺された後、プリズム・コークス預かりとなっていた。その後、3032年の時点でバーナー・恋ダウドのパートナーとなっており、ベラ国を包囲した枢軸連合軍に参加、令令謝・マドリガルと共にクロス・ジャミングを展開するにあたり、臨界点に到達。発生したエフェクトによりナオを静かに驚嘆させた。オーハイネと同様にファティマでは希少な金髪を持つ。
スペック…戦闘B2・MH制御A・演算A・耐久A・精神B2・クリアランスVVS1・タイプL
36. アグライア（Aglaia）
ミラージュ騎士キュキイ・ザンダ・リツコのパートナー。キュキィの夫アーレン・ブラフォードは、アグライアなどの癖と類似することからL.E.D.ドラゴンの幼生を連れた女性騎士が誰なのか看破したという。星団史上初めて「ストライパー」システムを実戦で使用したファティマである。
スペック…戦闘B1・MH制御A・演算A・耐久A・精神B2・クリアランスVVS1・タイプL
37. タレイア（Thaleia）
ミラージュ騎士クロークル・ハーマンことハインド・キルのパートナー。アドラー駐在を終えたランドアンド・スパコーンをフロートテンプルで出迎えた際、休眠中だったティスホーンを目覚めさせるという茶目っ気を見せる。本編の展開には現在のところ関わり合いが無いが魔導大戦に参戦予定。
スペック…戦闘B1・MH制御A・演算A・耐久A・精神B2・クリアランスVVS1・タイプM
38. アウクソー（Auxo）
剣聖ダグラス・カイエンのパートナーとして当初から設計・製作されたファティマ。後年にフローレス・ファティマとなり「ガーネット・アウクソー」と呼ばれる。カイエンは悪名高き「シルバーナイト」として賞金首になるなど剣聖の名を貶め、女と言えば追い回す、男とは面倒だから戦わないなど勝手気ままのためアレクトーとどっこいどっこいの苦労人。
まだ育成途中の2946年、自身の出生の秘密を知りバランシェ殺害を企てたカイエンがリンスに致命傷を負わされた際、彼を庇った事でバランシェに勘当され、以後成人するまでアマテラスの許に預けられていた。
2989年、ミハエル・レスターの攻撃からカイエンを庇ったことで身体に重大な損傷を受け、カイエンとは旧知の仲であるプリズム・コークスにより再生されるが、通常は身体が再生しても記憶が失われる損傷でも記憶が失われなかったことにコークスは驚愕する。これはバランシェがドラゴンの研究から得た個体進化を利用したもので、2人の純血の騎士＝ナッカンドラ・スバースとカイエンの情報体を持ち、1個の細胞からでも灰になっても燃焼ガスからでも再生できるという能力を持つ。その実体は星団初の4人のファティマの1人、フォーカスライト。
魔導大戦開戦直前、カイエンへの狂的な恋慕からミース・シルバー・バランシェが企てた実験を承諾し、ミースの卵巣を移植しカイエンの精子を受精させた。その受精卵は再びミースに移植される。バランシェの研究であるMAXIMUMが組み込まれた卵子と、ヤーン・バッシュ王女と剣聖アッサラム・スキーンズとの息子カイエンの精子という純血の血とバランシェの研究の2つの偉大な遺産を受け継いだその子供は、後の超常の剣聖マキシマム・ハルトフォラスとなる。
魔導大戦開戦に際し、ボスヤスフォートとの戦いでの敗死を予知したカイエンにより突如パートナーを解除される。アウクソーはその後もカイエンをマスターと呼び、MH「シュペルター」を扱っていたにもかかわらず、設定変更後のGTM「デムザンバラ」との相互感応機能が停止してしまう。前例のない事態に困惑したミースは戦時にもかかわらずモラード、コークス、桜子、ジンクといった星団の主立ったAFガーランドを集めて対応を検討する。彼らが揃って「壊れた」という結論を出したのに対し、門外漢ながらこの場に飛び入り参加したエルディアイは「生存本能により感応機能を休止させている」のではないかと推論。結論が出るまで様子観察をすべきという意見し、アウクソーをフローレスに推薦し星団法の裁き（廃棄処分）から護るという裏技を提案。後に天照が推薦人となり、フローレス・ファティマの称号を得た。その後も、カイエンから形見として託された懐園剣雌剣（旧設定では光剣）を携えてミースと行動を共にし、3075年のハスハント解放戦ではミースと共に城内に幽閉の身となっている。
最終的には自身（『アウクソー』としてのものと『フォーカスライト』としてのもの）をミースに託して半エトラムルファティマ「デルタ・ベルン」として再構成され、4000年代の星団解放戦争ではラベル・ジューダ（コーラス26世）のパートナーとなるとされている。
スペック…戦闘A・MH制御2A・演算2A・耐久3A・精神B1・クリアランスVVS2（のちF）・タイプM
39. アレクトー（Alekto/Allekto）
同時製作されたメガエラ、ティスホーンとの3姉妹の長女。ミラージュ騎士で天照家王女アイシャ・コーダンテのパートナー。彼女とは女同士の友情で結ばれている。壊し屋事件ではアイシャ不在中を衝かれて泉興京巴に拉致され、クロス・ミラージュのチェックが出来ぬまま緊急始動させられた上、自らも足首を傷つけられたことで満足な行動が取れず、結果的にアイシャの戦歴に泥を塗ってしまい、後々まで悔悟の念を持っていた。ソープ救出戦では、テロル・ミラージュのグラン・シーカーで一度近付くもののすえぞうのあかんべーに驚き逃してしまう。しかしクルマルス・バイ・オ・ラとの戦いの最中に機転によりソープを発見し、作戦達成に大いに貢献した。ベラ国攻防戦ではソープ制作のGTMであるデムザンバラを前に機体の制御をサボタージュ。結果、アイシャは単独操縦でジィッドを打ち破っている。なお、その後のハロ・ガロ戦では何事もなかったかのようにしれっと復帰し、アイシャを憤慨させた。
アイシャの死後、その妹ワスチャの子孫であるルートのパートナーとなるという。
スペック…戦闘A・MH制御2A・演算2A・耐久A・精神B1・クリアランスVVS1・タイプM
40. メガエラ（Megaella/Megaira）
同時製作されたアレクトー、ティスホーンとの3姉妹の二女。トラン連邦共和国大統領ミッション・ルースのパートナー。「ブルー・メガエラ」の名を持つフローレス・ファティマ。ミッションが「ボード・ビュラード」の偽名で活動する場合は「メルクラ」という偽名を使っている。ミッションの性格から、マントも羽織らず出歩いたり、人間の服を着たり、裸になったりと、星団法を無視しまくっているが、初登場時から既に拒否も抵抗もする素振りもない。
幼少時、バランシェ邸に建設中だった地下式MHサイロに落ちかけたところをボード（ミッション）に救われたことが強く記憶に残り、ボードとしてお披露目の警備に当たっていたミッションを1対1の対面でマスターに指名した。まさにビュラードが望んだ通りのメガトン級の遭遇である。メガエラがお披露目に出席した騎士を全て蹴り、公式には不在だったミッションをマスターとしたことから、外交問題化を回避すべくミッションはしばらく表舞台から消えざるを得なくなった。バランシェはメガエラとアレクトーが、共に豪放な性格の持ち主であるミッションとアイシャに連続して嫁いだ事が相当悔しかったらしく、お披露目から帰る途上のリムジンで荒れに荒れた挙句ソープへの八つ当たりを予告している。
本編での活躍はファティマとしては最も多いうちの1人。おでこが広く、ミッションやソープからは「おでこちゃん」と呼ばれていた。
4000年代のフロート・テンプル陥落時ではミラージュ騎士ウピゾナ・バーデンバーグのパートナーとなっている。ミッションの子孫であるウェイ・ルースと出会い、涙する。
スペック…戦闘A・MH制御2A・演算2A・耐久A・精神B1・クリアランスF・タイプM
41. ティスホーン（Tisphone）
同時製作されたアレクトー、メガエラとの3姉妹の三女。ミラージュ騎士ランドアンド・スパコーンのパートナー。魔導大戦ではミラージュを退団したランドと共にハスハ入りし、バッハトマに追われていたマグダル皇女とヘアード・グローバーを救出。その際、マグダルの昏睡が自身のダイバー・パワーによる一種のバリアによるものではないかとの見解を述べている。その後はランドと共にAP騎士団に加入し、スバース隊でバーガ・ハリ・BSコブラに搭乗している。また、ランドの休暇の真相を極めて正確に推察したものの、バランシェ・ファティマのお約束として直後にずっこけるという、ファティマにあるまじき痴態を晒している。
スペック…戦闘A・MH制御2A・演算2A・耐久A・精神B2・クリアランスVVS1・タイプL
42. ユーパンドラ/ユーパンドラ・ライム（Upandora/Upandla/Upandora Lime）
バランシェが形見として作ったアマテラスのコピー。2989年、死期の迫るバランシェの見舞いに来たソープに託される。アトロポスと同じくライム公爵家の養子として人間の籍を与え、天照家の一員となる。アマテラスの影武者にしてフロート・テンプルの城主であり、ミラージュ騎士（戦闘力は2Aで星団暦の並の騎士以上）でもある。
アマテラスの隠居後はユーパンドラが「アマテラス」となり全星団を恐怖政治により治める。しかし4100年、アトロポスとK.O.G-ATでコーラス6世のジュノーンと相討ちになり、A.K.D.は滅亡する。それら全てをアマテラスは黙認していた。
スペック…戦闘2A・MH制御2A・演算A・耐久3A・精神3A・クリアランス無し・タイプ無し
43. アトロポス/A-T・ライム（Atropos/A-T Lime）
「運命の3女神」の1人。ファティマの行動を制限するダムゲート・コントロールを施されず、全パワーゲージ3Aという超々弩級ファティマの能力を持ちながら、「人間」として生きていくこととなる。アマテラス製作のMH・オージェを1人で駆った際も、ファティマでなく騎士として騎乗している。
ラキシス、クローソーより先に完成したが、ファティマに対し異常な執着を見せていたトラン・バストーニュ領主ユーバー・バラダから逃れ、ボォス星カステポーで隠遁生活を送る。人間を超える能力を持たされたファティマでありながらダムゲート・コントロールを施されず、バランシェを恨んでいる。カステポーのツァイハイでパルチザンの首領としてウースー共和国軍と戦うと共にミース・シルバーを育て、パルチザンに加勢したダグラス・カイエンとのコンビでシュペルターを駆ってウースー軍を敗走させた。その後のシーンでカイエンとの間に肉体関係があったと思われる場面がある（リブート第3巻に「アトロポスはこの男（カイエン）に処女をあげたのかしらん？」とある）。その後ファティマとして扱ってくれたカイエンに感謝しつつ、正真正銘の人間であったらカイエンのいい奥さんになったと思うと言っている。戦後はツァイハイを去り、再会したソープからL.E.D.ドラゴンの幼生「すえぞう」を託される。不老長寿のファティマ故に幼生を育てる代償である「命の水」は必要としなかった彼女は、すえぞうを育てる代償として、自分が望んだ時に永遠の命を持つ自分を殺して欲しいと口にする。すえぞうからは「ねえちゃん」と呼ばれている。
のちにA.K.D.ライム公爵家の籍と皇位継承権第17位を与えられ「A-T・ライム伯爵」を名乗る。ラキシスが3239年にK.O.G.と共に消息を絶った後、3952年にアマテラスの元に現れる。ジュノー侵攻にK.O.G.-AT（パトラクシェ・ミラージュ）で参加。4100年、反A.K.D.軍との最終決戦で兄ユーパンドラと共にK.O.G.-ATで出撃するが、クローソーの乗るジュノーン（エンゲージSR.4）と相討ちになる。戦闘終結後、L.E.D.ドラゴンはカステポーでの願いを叶え、デルタ・ベルン星ごとアトロポスとクローソーを消し去った。肉体は消滅したものの、その精神は二人共にL.E.D.ドラゴンに取り込まれている。
F.S.S.公式サイト（永野護公式サイト内）のキャラクター紹介では「彼女の言葉によって物語は終わる」と記述されている。
スペック…戦闘3A・MH制御3A・演算3A・耐久3A・精神3A・クリアランスOUT・タイプ∞（成長中）
44. ラキシス（Lachesis）
「運命の3女神」の1人。物語のもう1人の主人公。二つ名は「狂気のラキシス」（ファナティック・ラキシス）。通称は「姫様」。彼女は厳密にはファティマではなく、バランシェがその全ての能力を注いで創造した「ダブルイプシロン（ΥΥ）・ヒューマン」と呼ばれる超生命体である。ファティマとしてはクローソー以外では太刀打ちできない桁違いの能力に加え、天位騎士をも軽く凌駕する高い騎士戦闘力、そしてパワーソースの不明な（娘のカレンに由来する可能性がある）謎の力を有する。ただし彼女が真の力を発揮するのはアマテラスがいない場合だけである。神の力を時々使用するなどアマテラスに等しいとも言われるほどだが、依然不明な点が多い。
当初は姉妹と同じく普通のファティマとして製作されていたが、幼い彼女の「ソープ様と永遠に添い遂げたい」という願いに応えたバランシェにより、ダブルイプシロン・ヒューマンとして一から作り直された。星団暦2988年に完成し、レディオス・ソープ（アマテラス）をマスターとした。しかしマイスターはファティマを持つことを許されておらず、公式には「MHマイスターのレディオス・ソープと駆け落ちした後に死亡」あるいは「バストーニュ領主ユーバー・バラダに拉致されたまま、追い詰められたユーバーのエアドーリー自爆に巻き込まれ行方不明」となっている。その後天照のミコトより正式に「天照」の家名を受けて皇位継承権第2位保持者（第1位はアマテラス）となり、表向きはミコトの養女「祇妃・ラキシス・ファナティック・バランス・アマテラス・グリエス」を名乗る。
現在の姿は茶色のショートカットだが、ダブルイプシロン・ヒューマンとなる以前の本来の姿は藍色ロングであった。人によって姿が異なって見えるようでソープにはお馴染みの「栗色の髪の少女」として見えているが、コーラス23世やクローソー、サリオンには藍色の髪の少女に見えている。栗色の髪の少女の姿はあまりにも自然すぎてバストーニュでのお披露目ではそれが話題をさらい、AFガーランドでもあるダイアモンド・ニューが初対面ではAFだと見抜けなかったほど。
普段はカマトト、あるいはバカを装っておりやや情緒不安定。城でスペクターと悪さをしている。ただ、素顔は冷酷かつ非情。王朝動乱時に「私は帝ほど甘くはありません」と言い放った通り、ダムゲートコントロールを受けていなくても躊躇いもなく人の命を奪える（この点が殺人や兵器を嫌悪するアトロポス、クローソーと異なる）。ただ、人が無意味に死ぬことに対しては思うところがある様子。他の誰にも理解不能なパルテノやキューキィの言葉を正確に理解しており慕われている。他にウラッツェンやジャコー、ユーゴ・マウザーなど斜（はす）に構えている人物とは相性が良く、ミラージュ・レフトのメンバーに対しては当のラキシスが困惑するほどの異様なカリスマを発揮しているが、アイシャ、サリオン、レオパルトなど根が真面目な人物とは相性が悪い。天照家関係者でラキシスの力について全く理解しておらず「ただのファティマ」だと思っているのはミカドだけ。スペクターはラキシスを密かに護衛しているが同時に無闇に力を使わないよう監視している。
ムグミカから「5つの星の物語」の語り部である旨が語られ、第2巻の彼女の言葉はモラードだけでなく詩女たちに向けても語られていたことが明かされる。他にもミラージュマークの下に別宇宙であるタイカの紋章を刻むなど物語全体に通じていることを伺わせている。また、バランシェにせがんで次元航宙船「ザ・ウィル」の設計をさせ、今際の際のバランシェから設計図を受け取ったアマテラスが巨費を投じて完成させた。
2989年、ハグーダ戦役に参戦するためアマテラスとミラージュナイトと共にコーラス入りし、妹クローソーの揺れる心を諭しそして彼女の戦いとジュノーンの封印を見届ける（「時が来れば産みます」との言葉を残したのはこのときである）。この際、ラキシスの真の姿を見たモラード・カーバイトは、後にラキシスの言葉をムグミカから解き明かされラキシスが「5つの星の物語」の語り部であり、詩女と同様に星団の人々からすれば規格外の力を持っているのだと明かされる。
2992年、左翼大隊が反乱を起こすも、アマテラス不在の中フロートテンプルを守り通し、アマテラスを助けるべくヤクト・グリーンデーモンの起動スイッチを入れボォスに送り出している。帰還したアマテラスとL.E.D.ドラゴン（すえぞう）の赤いドラゴンドロップを分け合い、後の次元放浪でもその共振が2人を結びつける道標となる。
3010年、ブラック3によるフロートテンプル襲撃事件時はボスヤスフォートの狙いの一つがラキシスにあることを察したスペクターによって前もって隠される。
3030年には魔導大戦に静観を決め込むアマテラスに腹を立て、宮殿の柱をかじる等の暴挙に出た挙句、ちゃあことワスチャの助言(「ラキシスに”2人でどこか行こうよ”って言うんですよ」)を受けたアマテラスの説得により機嫌を直す。
3031年、北部ミグノシア・ベラ国にGTMスライダー、レディオス・ソープの妻「ファナ」として現れる。特務曹長として任命され、ソープの業務を整備大隊のベテラン勢でさえ驚く有能さでサポート。さらにファティマならではの能力でツラック隊のバーガ・ハリKKをチューニング、緊急事態には介入できるよう密かに全システムを掌握していた。非力（笑）な少女が懸命にコンテナを押してミノグシアのために尽くす姿は星団中に放映され、世論をベラ国寄りに大きく動かすとともにどこかのムッツリスケベ少年のメンタルを大きく削いだ。最終決戦となるベラ国攻防戦ではいざとなれば騎士としてGTMを駆る腹積もりでダブル・アライメントスーツで前線に向かい、最終局面のデムザンバラ特攻の際はナルミのバーガ・ハリを遠隔操作するという離れ業で不意打ちを回避させてアイシャの到着まで貴重な時間を稼いだ。ツラック隊と枢軸連合軍の戦いが終結した後は、一旦ソープと別れ、バイズビズとクニャジコーワを伴い、ナカカラへ向かった。
3037年、ナカカラ・クルル王国にて「ショウメ」と出会い、彼女をしばらく保護することになる。言葉を失うほどむごい有様となったツバンツヒを護衛にシャルデファー市街で遊んでいたところ、かつて2977年にバランシェ邸で出会ったダイ・グ・フィルモアと再会、そのあまりにも大きな悩みを解く手伝いをする。数日後、沼沢地を散策中に「ショウメ」を狙ってきたサタンとの戦いに巻き込まれ、さらにタイカ宇宙の神の争いにまで関わることになるが、神に対しても「私たちの世界への干渉は全力で阻止する」と毅然と立ち向かった（この際、MGPによるバスターランチャー三連射という荒業を遠隔制御するとともにヘッドライナーによる照準までも完璧にサポートし、超帝國剣聖オージェをして「姫様のGTMコントロールは想像を超える」と震撼させた）。事件の解決後、ポーターの手によって神に関する記憶は消されたが、スペクターから報告を聞いたミカドは思うところがある様子を見せた。
3239年、A.K.D.のカラミティ侵攻で擱座したK.O.G.と共にカラミティ爆発に巻き込まれて消息を絶つ。爆発の衝撃で時空の狭間に落ち込み、K.O.G.と共に様々な時空や次元を放浪する。7777年、フォーチュンにてアマテラスと再会し結婚する。その放浪中には1945年の地球に出現、第二次世界大戦のベルリン攻防戦にK.O.G.と共に参加し、その後に『フール・フォー・ザ・シティ』のソーニャ・カーリンと出会い、2187年まで滞在していたという設定になっている。
スペック…戦闘∞・MH制御∞・演算∞・耐久∞・精神∞・クリアランスOUT・タイプ∞
45. クローソー（Clotho/Klotho）
「運命の3女神」の一人。ファティマとしての能力はラキシスをも凌ぎ、史上最強のものがバランシェにより与えられている。しかし姉2人同様ダムゲート・コントロールを施されておらず、MHに乗ることを極度に恐れる。アマテラスとラキシスを殺すという希望の糸を絶ち切る役目として作られたことを察していたからである。その戦闘力は超帝國の騎士をも上回る。
2988年にラキシスと同時に完成し、軟禁されていたユーバー・バラダ邸から逃亡する（ダムゲート・コントロールが施されていると脱走は有り得ない）。彼女の窮地を助けたコーラス23世（サード）に未来のコーラス26世（シックス）を見出し、レディオス・ソープやボード・ビュラード、ランドアンド・スパコーンらミラージュ騎士の助力で形式的にコーラス3世に嫁ぐことで引き取られる。翌年、コーラス・ハグーダ間に戦争が勃発。彼女は未来を予見し恐れていたが、姉ラキシスに諭され、ソープにより完成されたものの始動を拒んでいた王専用MH・ジュノーン（後期型エンゲージSR.3）を説得し起動させる。アトキでの最終決戦ではコーラス23世の駆るジュノーンに搭乗。ブーレイ傭兵騎士団の一員としてハグーダに加勢していたフィルモア帝国ノイエ・シルチスの騎士ラルゴ・ケンタウリのMH・サイレンの奇襲によりコーラス3世は絶命するが、ジュノーン自身のコーラス23世への報いの願いを聞き入れ、運命の悲しみのなかで一度だけその力を発揮し単独でサイレンを撃破、その後永い眠りにつく。SR.4に改修されたジュノーンと共に封印され、A.K.D.がジュノー星に侵攻した3960年、コーラス25世の命を受けた黒騎士グラード・シドミアンの手で、コーラス26世に託されるべく密林に隠される。4075年に反A.K.D.勢力に発見されるがクローソーは覚醒せず、ジュノーンにはファティマコクピットが増設されてコーラス26世のファティマ「デルタ・ベルン」が搭載された。4100年、アトロポスの駆るK.O.G.-ATとの最終決戦にて覚醒、相討ちとなる。直後にアトロポスと共にL.E.D.ドラゴンのクエーサーフレームにより消滅した。
スペック…戦闘3A・MH制御VA・演算VA・耐久3A・精神A・クリアランスFF・タイプ∞（睡眠中）、休眠前はタイプS
46. MAXIMUM （未完成）
バランシェ晩年の理論のみの作品。星団歴初のシバレースだが、ファティマとしての能力も併せ持つ。そのプログラムはミース・シルバー・バランシェに受け継がれ、彼女の卵子に組み込まれてダグラス・カイエンの精子と結合され誕生、後の剣聖マキシマム・ハルトフォラス（マキシ）となる。成長後は自ら「バランシェ・ファティマ46番」とも名乗り、アウクソーを「母様（ミースも同じく「母様」）」、ラキシスを「姉様」、カレンを姪、クーンを「大お母様」と呼ぶ。

### バランシェ・エトラムル（ノーナンバー・エトラムル）
EX. ロンド・ヘアライン(Rondo Hairline)
バランシェ作の数少ないエトラムル・ファティマ （ノーナンバー・エトラムル）。現在はコーネラ帝国の騎士団長に籍を置くマヨール・レーベンハイトが所有し、同国のGTMデモール・ゾロの開発に於いては（新型エトラムル開発のための参考用エトラムル・ファティマとして）重要な役割を担った（旧設定）。
新設定ではバランシェ・エトラムル「ロンド・ヘアライン」を参考として、システム・カリギュラ所属のAFガーランド・パローラ・ブラスことビリジアン博士が「ブラス・シャーレ型」新型エトラムルの開発・育成に成功。
「ブラス・シャーレ型」は（参考とした「ロンド・ヘアライン」同様に）マスコットキャラのような見た目の抵抗の少ない外見であり、むき出しだった多くの生体器官もカバーで覆われている。
GTMホウザイロ・グロウダインとGTMデモール・レガータの戦闘中、GTMデモール・レガータ自身の（胸部に搭載された騎士の感情を的確に伝えるコンバーターから漏れ出した）「コ・ワ・イ」という恐怖の感情を読み取り、GTMホウザイロ・グロウダインをコントロールしているバランシェファティマ・オーロラは｢この子たち、エトラムルだ｣と気づいた（「ファティマとエトラムルの決定的な差」は、前者はGTMの機体制御のみならずメンタルケアまで可能だが後者はGTMの機体制御のみという点）。後に「エトラムルが発したGTMの感情に今後のヒントを見出した」というAFガーランドのビリジアンは、「ブラス・シャーレ型」について改良を続けていくと宣言する。
EX.ムーンチャイルド(MoonChild)
バランシェ作の数少ないエトラムル・ファティマ （ノーナンバー・エトラムル）。イズモアストロシティのMHマイト兼ファティマ・マイトのDr.ダイヤモンド・ニュートラルが所有。魔導大戦ではメヨーヨ騎士ミュート・ル・パイドルのパートナーとなっている。
EX. ケーリッカク
バランシェ作の数少ないエトラムル・ファティマ （ノーナンバー・エトラムル）。ミラージュ騎士キンキーのパートナーを一時務め、現在は百合歌・シグ・アトワイト従親王預かり。
EX. アークエンジェル(ArchAngel)
バランシェ作の数少ないエトラムル・ファティマ （ノーナンバー・エトラムル）。コーネラ帝国騎士シャリシャン・ホーカーのパートナー。

### モラード・カーバイト作
モラード・カーバイト(Molard Carbide)は、トラン連邦シュリーズ共和国にある研究学園都市「バルチック・アカデミー」出身で、在籍中から「アカデミー開設以来の天才」と高い評価を受けていた。星団暦2880年代 - 3100年代を通じ星団4大マイトの一人として数えられている、クローム・バランシェとは親友であり、ライバルでもある。彼の製作するファティマはバランシェ・ファティマと比較すれば突出した性能は無い（それでも他のマイト作と比較すれば極めて高性能である）が、安定性に優れているため、バランシェ・ファティマより高く評価する騎士も多い。ベテランの騎士のパートナーとなることが多い。後にモラードはバランシェと同様（その理由はバランシェとは異なる）自身に延命措置を施し（新設定ではバランシェと同様の延命措置からさらに重合人間化をおこなう）、彼に次ぐ数のファティマを製作する事となる。
エスト(Est/East)
モラード・カーバイトの最初のファティマ。
MH「バッシュ・ザ・ブラックナイト」専用ファティマとして同機と同時に開発され、独自の「シンクロナイズドフラッター・システム」によりバッシュ騎乗時には本来のスペックを2段階上回る力を発揮する。しかしファティマは本来自分と相性の良い騎士をパートナーとして選ぶが、彼女はシンクロナイズドフラッター・システム故に、自分ともバッシュとも相性の良い騎士を選んでしまう性質を持っていた。
完成後バキンラカン帝国に預けられるが、エスト（とバッシュ）を得んとして騎士同士の手合いが行われた結果大量の死者が出る惨事となり、それを目の当たりにした結果エストの精神は崩壊寸前に陥ってしまった。このためモラードは「ファンタム・プログラム」をエストに追加し、事態を回避した。ファンタム・プログラムは、エストが自らパートナーを探すというシステムであり、その状態（シーク・モード）で発現するのがもう一つの人格、ファティマ・バーシャである。
また、彼女はバッシュのみならず、アシュラ・テンプルやヤクト・ミラージュなど数多くのMHに乗り込んで戦闘を経験しており、黒騎士以外にも数多くの騎士のパートナーとなっている。これは主に彼女がマスターに指名した騎士が黒騎士となることを辞退した場合に作動するプログラムによるもので、戦闘経験においては全てのファティマの中でもトップクラスであり、F（フローレス）の称号は彼女の為に生まれたと言っても過言ではない。3960年、最後のパートナーとなった5代目黒騎士グラード・シドミアンの戦死を看取り、バッシュと共にジュノー星アルマの地で眠りに就く。MORE BEST OF FSSによると、その後目覚めたエストはコーラス領に向かったらしい。
クローソー編では、コーラス23世が2代目黒騎士ロードス・ドラクーンと剣の稽古をしている際に、鍋をおたまで叩いて昼食を知らせるシーンがあり、その際にコーラス23世にスモックを貸している。また、コーラス23世がロードスの旅への同行を願い出た際には、「うれしいです」と返事をしている。一方で、ロードスを「意地の悪い」と窘めてもいる。
「運命の三女神」と並んでFSSのイメージリーダー的存在であり、タイトル表紙で不定期に連載される「がんばれESTちゃん」では作者のアシスタント役として登場する。また、2007年9月までトイズプレス社webサイト内に設けられていた旧FSS公式HPのQ&Aコーナーで秀逸な質問や解答を行ったファンには、彼女のイラストが印刷されたテレホンカードがプレゼントされていた。
スペック…戦闘B1(2A)・MH制御A(3A)・演算A(3A)・耐久A(3A)・精神B1(2A)・クリアランスF・タイプS
バーシャ(Basha)
本来のマスターである黒騎士を失い、また黒騎士を辞退したマスターも存在しない状態のエストに現れるもう一つの人格である。表面上は「騎士を主と認識出来ない壊れた工場製ファティマ」であり、騎士が強引にヘッド・クリスタルに指を当ててもその情報を読み取らない。このクリスタルは本来の物の上に被せてあるダミーなため彼女は自分の身の安全の確保目的の仮のマスターすら持つ事が出来ない。精神崩壊を防ぐため、バーシャとして得た記憶は、一旦エストに戻った時点で戦闘データを除いて消去される仕組みになっている。
バーシャの存在により、エストは自らの正体を隠しつつ次のパートナーを探すことが出来るようになった。しかし前述の理由からマスターを失った、つまり一切の権利が認められないロスト・ファティマの状態で次のパートナーを探し放浪するという極めて過酷な運命を背負うこととなった。
バーシャは腕試しや手合いを目的とした騎士が集まり易いボォス星のカステポーに降り立つ事が多く、この地方では伝説的な存在となっている。彼女は放浪中に素質はあるが未熟な騎士たちと行動を共にする事がある。そして彼らに騎士として必要な技術を教え育てるが、その結果としてしばしば命を落とす者もいた。そのためカステポーでは「黒き死の女神（黒騎士の女神）」「ブラック・ファッティース」とも呼ばれる。なお、バーシャとはナッカンドラ・スバースのAD世紀でのパートナー「デミライト・バーシャ」の名前であり、伝説の王女でありカイエンの母ヤーン・バッシュに由来する。
2代目黒騎士ロードス・ドラクーンがカステポーでデコース・ワイズメルに倒された後、バーシャとして登場。若き騎士ヨーン・バインツェルに出会い、育てる。経験を積んだヨーンだが、相手の力量を量る目を持たぬ故にデコースに決闘を仕掛け返り討ちに遭ってしまう。デコースはエストに力量を認められ黒騎士となり、ヨーンは初恋の相手バーシャを追いかける運命となった。

ビルト/ビルド(Build)
同時期に製作されたため、「エストの妹」とも称される。2992年、シーブル国に雇われていたパイドパイパー騎士団長・パイパー将軍のパートナーとして、カステポーで「命の水」捜索に当たっていたシーブル軍を護衛していたが、同地で失踪したレディオス・ソープの捜索に出動したA.K.D.との武力衝突に発展。将軍の青騎士はシャフトのヤクト・ミラージュにより大破し、彼女は右腕右脚を失った。敵の騎士であったアイシャ・コーダンテに救出され急速冷凍してモラードの元に搬送されたが、ガス壊疽を起こしており、大脳と記憶の保存を最優先にモラードは1年掛けて再生した。このときビルトの見ていた夢が18000年のジュノーにおける怪物ファティマと二人の騎士の戦いだった。その後は親元で過ごすが、2997年、ハスハのAP騎士団を脱走してモラードの元に来たワンダン・ハレーの逮捕でスクリティ隊が起こした森林火災に巻き込まれ、同行していたミース・シルバー・バランシェを身を挺して守った。インタシティの最期に立ち会い、この時に出会ったハレーに対してスタックコードが生じてしまい、その後30回のお見合いに失敗してモラードを嘆かせた。ビルトの想いを察したミースがハレーの捜索を引き受けている。彼が魔導大戦でAP騎士団に復帰した際、約30年もの歳月を待ちパートナーとなった。
「概要」で触れたように、ファティマは人間を凌駕する身体能力を持つが、ビルトの場合、すり鉢でジェラートアイスを作り上げたり（材料を驚異的な速度で攪拌する事で気化冷却を起こし凍らせているので、人間の力では不可能と説明されている）、ハレーを巡る騒動で、ハレーを捕らえに来たと勘違いしてヤーボ・ビートやボード・ビュラードを止めに向かおうとしたモラードを軽々と持ち上げ（その際モラードは「万力で縛られているようだ」と口にしている）、エルディアイに呆気なく倒され重体となったアララギ・ハイトの運び役にもなっているなど「怪力」を発揮するエピソードが多い。
「姉妹」と称されていながらエストとは全く面識がなく、エストがデコースの気遣いでトリストのバランシェ邸でフルメンテナンスを受けることになった際、モラードに同伴して初めて対面した。
スペック…戦闘B1・MH制御A・演算B1・耐久B1・精神A・クリアランスVVS1・タイプS
ウリクル(Ulicle)
エストに対抗してクローム・バランシェがティータを作ったことを知ったモラードが、ティータのスペックを超えるべく作り上げたファティマ。モラードによれば最大情報入力も反応もティータに勝っているらしい。コーラス23世がモラード邸を訪問したときに茶目っ気を起こし、23世とフィルモアのラルゴ・ケンタウリとの因縁を作ってしまった。そのことが元となり、なし崩し的にコーラス23世のパートナーになった。ハグーダ戦では慣らしのためジュノーンで23世と共にマグロウ狩りをしていたところギエロ・スガスコーニチのブーレイと遭遇。当初は互角の戦いを繰り広げるがスコールにより不調に陥ったジュノーンは擱座。重傷を負った23世を逃がそうとして囮になったところをギエロに殺される。ウリクルの仇をとるため23世は死ぬ覚悟でギエロを討ち取り、力尽きたところをログナーに助けられた。コーラス23世とは恋愛関係にあり、コーラス王妃エルメラを深く悲しませた。
外見上のモデルはナディア・コマネチである。死後、彼女の容姿はマロリー・ハイアラキ、デイジナ・マイスナーに受け継がれた。
スペック…戦闘A・MH制御2A・演算B1・耐久B1・精神A・クリアランスVVS1・タイプS
エルマ(Elma)
コーラスのトリオ騎士団のプルース・ランダースのパートナー。ハグーダとのマグロウ戦で死亡。
イグリド(Igrid)
クバルカン法国のローテ騎士団副団長バレフィラのパートナー。
スペック…戦闘A・MH制御A・演算A・耐久B1・精神B1・クリアランスVVS2・タイプS
カプリコーン(Capricorne)
アトールのマグダル皇女とデプレ皇子のお付きの少年騎士アード・ゼニヤッタのパートナー。
スペック…戦闘B1・MH制御2A・演算A・耐久A・精神B1・クリアランスVVS1・タイプS
エベレスト(Everest)
アードと同じマグダルとデプレのお付きの少女騎士ヒン・モンダッタのパートナー。
スペック…戦闘B1・MH制御2A・演算B1・耐久A・精神A・クリアランスVVS1・タイプM
スパルタ(Spaluta)
カステポーにてボスヤスフォートと戦い、パートナーのミラージュ騎士ビョトン・コーララを失うが、駆けつけたヤーボ・ビートの腕の中に落下してきた。のちにお披露目にてミラージュ騎士バイズビズのパートナーとなる。
ソリュート
トラン連邦の判事長ルビール・レイスのパートナー。
マルター
バッハトマ帝国黒豹騎士団副官アーリィ・ブラストのパートナー。未登場。
ポーター(Porter)
戦争で瀕死状態のときに全能神ジョーカーにより助けられる。表向きは壊れファティマとしてスペクターことジョーカーと共にフロートテンプルで道化となっているが、ジョーカーに助けられた時に「アーク・スイレィ」が融合し再構成されており、有事にはドラゴン(セントリー)を統率指揮する。作者曰く最強の「ラキシスガード」で、その気になれば惑星すら一撃で破壊可能。3037年、アマテラスの命令でラキシスと配下の「ショウメ」をサタンの襲来から守るべく、主のジョーカー共々救援に赴く。
瀕死再生前の普通のファティマの頃はエストやビルトをロングヘアにしたような容姿・服装をしており、ウリクル亡き後のモラード・ファティマでは最高スペックとされていた。
スペック…戦闘A・MH制御2A・演算A・耐久2A・精神B1・クリアランスVVS2・タイプS
アイジェルン(Ijern)
未登場。
スペック…戦闘2A・MH制御2A・演算3A・耐久A・精神2A・クリアランス無し・タイプS
（the Tower）
アトール聖導王朝に伝わるMH「ジ・エンプレス」（新設定でのGTM「カイゼリン」）の為に詩女ムグミカに依頼されて設計していたファティマ。エンプレスはヤーボ・ビートのファティマ・コンコードが当たることになった為、2997年に設計休止となった。魔導大戦中に設計を再開、モラードの持つ全ての技術を注ぎ込み、製作にはストーイ・ワーナー博士も関わり、「ショウメ」ことセントリー「ブリッツ」幼生より賜った命の水を使用して3100年頃にファティマであり騎士でもある最強の存在として完成。エンプレスを改装したMH「ゴウト・ミラージュ」を一人で駆り、アトロポス・ラキシス・クローソーに匹敵する能力を持つとされており、厳密にはファティマに分類できない存在。ライトニング・ブラストも放てる模様。
タワー製作の背景には、詩女ムグミカからの預言並びにモラードがコーラス城でフォーチュン・ファティマ（ラキシス）と出会った事が影響している。また自分の死後自分に代わってラキシスを追う事で、クローム・バランシェの意図と目的を確認し、あわせて全てのファティマを見守って欲しいとのモラードの願いが込められているという。
後にミラージュ騎士No.36となり、星団を去っていく天照達に同行することになる。7777年、カイゼリンと共にフォーチュンにおける最期の戦いを終えた後、ジョーカー星団を見守ることとなる。
元が爬虫類（ドラゴン/セントリー）なせいか、星団暦7818年になっても「ひらがな」でしかしゃべれず、語尾に「でし」と付ける癖がある。
スペック…戦闘VA・MH制御VA・演算VA・耐久VA・精神VA・クリアランス-・タイプ-

### リチウム・バランス作 （故人）
星団歴で最初の4人のファティマを作り上げた偉大な人物。最初の4人についてはリチウム公への敬慕を込めて名前の前にTheと記される。4人のファティマはその後に製作された全てのファティマに尊敬されるなど「特別な存在」として扱われるため、彼女たちはその本能である「騎士と添い遂げGTMを駆る」という目的のため、高名なガーランドの力を借りて素性を隠すなどして星団史に現れる。
1. ザ・フォーカスライト(The Focuslight)
星団最初のファティマ。星団全てのGTMを旧来のシン・ファイア制御から切り替える為の強制リブート能力を持つ。ナッカンドラ・スバースのパートナーとして生涯共に在った。その因子はダグラス・カイエンのアウクソーに継承され、後にラベル・ジューダ（コーラス26世）のパートナーとなる「デルタ・ベルン」に受け継がれる。名前はバランス家と繋がりの深い天照家の初代女帝フォーカスライトに因む。
スペック…戦闘C・MH制御B2・演算C・耐久B2・精神B2・クリアランスF・タイプM
2. ザ・ニーヴ(The Neeb)
別名「クラヴィア」。「星団で初めて『マスター』と呼ばれた騎士」レント王ジェスター・ルース（ナッカンドラ・スバースの女婿、ディモス・ハイアラキの父、慧茄・ダイ・グ・フィルモアの祖父、ミッション・ルースとマロリー・ハイアラキの曽祖父、マドラ・モイライ（ピッキング“スパーク”ハリス）の高祖父）のパートナー。彼女がジェスターを選んだことにより、ファティマ唯一の権利である「ファティマはお披露目時に自らパートナーを選ぶ」が星団法に追加され、それまで国家に帰属していたファティマの所有権は騎士に移った。現在は先々代バランス公の手により封印中。名前は天照家第2代皇帝インタシティの妹ニーブに因む。
スペック…戦闘C・MH制御B2・演算C・耐久B2・精神B2・クリアランスF・タイプM
3. ザ・S.S.L.(ソリッド・ステート・ロジック/The Solid State Logic)
別名「ジ・アトラス(The Atlas)」。フィルモア帝国の皇帝「太陽王」レーダー6世のパートナー。レーダー王の死後アマテラスの許で休眠していたが魔導大戦開戦と共に覚醒。ミラージュ入りした剣聖マキシのパートナーとなる。インタシティ同様に寿命が残り少ないため、必要時以外は休眠している事が多い。名前の由来は不明。
スペック…戦闘C・MH制御B2・演算C・耐久B2・精神B2・クリアランスF・タイプM
4. ジ・インタシティ(The InterCity)
星団暦2500年代のミノグシア大動乱においてハスハの危機を救った剣聖デューク・ビザンチン（ナッカンドラ・スバースの孫）のパートナー。最後まで騎士とともに生きることを望み、若きクローム・バランシェにより記憶を封印して「ハルペル」として再生。2960年代後半よりハスハAP騎士団エンブリヨ隊の騎士ワンダン・ハレーに仕えていたが、2997年寿命により死亡。人間で言う老衰による初の死亡例であり、ハレーや最後の戦いの相手を務めたスパリチューダとそのマスターのロータス・バルンガはもちろん、ビザンチンの愛機だったエンプレスや、同じスバースの子孫ミッション・ルースとその乗機クルマルス・ビブロス、もう一つの純血の騎士の血統を継ぐダグラス・カイエンの子を産んだヤーボ・ビートといったゆかりの人々・MHに見守られての最期だった。名前は天照家第2代女帝インタシティに因む。
スペック…戦闘C・MH制御B2・演算C・耐久B2・精神B2・クリアランスF・タイプM
5. ダイオード(Diode)
天照家の「法の番人」的存在である「みどりの杜」を司るグリーン・ネイパーのパートナー。マシンメサイア「AUGE」を駆るために特殊なインターフェイスを備えている。
スペック…戦闘B1・MH制御B2・演算C・耐久B1・精神・B2クリアランスVVS2・タイプM
6. オーバーハイム(Overheim)
ミラージュ騎士シトロン・メナー王女のパートナー。
スペック…戦闘B1・MH制御B2・演算C・耐久B1・精神・B2クリアランスVVS1・タイプS
※星団初のプロトタイプ・ファティマであるリチウム公の4ファティス（フォーカスライト・ニーヴ・SSL・インタシティ）のスペックは（星団暦2989年時点で）平均以下である。これは彼女達4人が全てのファティマの基本形であり、その後のファティマの性能向上を示しているからである。ただしインタシティは1000年に及ぶ戦闘経験により、星団最高の演算能力を持つとされるスパリチューダを破っている。

### アルセニック・バランス作（故人）
クローム・バランシェの母アルセニックは研究と教育に専心していたため、生涯でわずか4体のファティマしか製作していない。この4体は「風のファティマ」と呼ばれ、地球上の熱帯低気圧（ハリケーン・サイクロン・モンスーン・台風）の名から命名されている。星団歴3010年時点で彼女らが嫁いだマスターは全てコーラス王家に所縁のある人物（コーラス王家の剣聖・家系を抹消させられた元王女・王家直系の王女・王家に嫁いで王女となった者）であり、剣聖ハリコン（故人）以外の3人の王女は纏めて「暴風三王女」と称されている。なお、以下の4ファティマについては「ラ」が付くため全てフローレスファティマであるとされる資料もあるが（『FSS DESIGNS3』）、別のクリアランスが付いている場合もある。
1. ラ・ユリケンヌ(La,Hurricane)
廃絶されたコーラス王朝メロディ家の末裔アルル・フォルティシモ・メロディのパートナー。魔導大戦ではハスハのナカカラに向かう途中に遭遇したセイレイ王女とアルルの低レベルな口喧嘩に巻き込まれてシクローン共々悶絶していた。ファティマスーツのデザインがアウクソーと同じなので間違えられやすい。
星団暦2974年、カモン・ピアノ・メロディ（を名乗っていたハリコン）のパートナーとして、GTMアハメスとともに何処かへと赴いている。
スペック…戦闘B2・MH制御B1・演算B1・耐久B1・精神B1・クリアランスVVS1・タイプM
2. ラ・シクローン(La,Cyclone)
コーラス王コーラス4世の実の姉セイレイ・コーラスのパートナー。ヤンキーな性格のセイレイの為に色々と苦労している。
スペック…戦闘A・MH制御B1・演算B1・耐久B1・精神B1・クリアランスVVS1・タイプM
3. ラ・モンスーン(La,Monsoon)
ミッション・ルースの実妹マロリー・ハイアラキのパートナー。金銭感覚ゼロのマロリーのお陰で長距離を歩かされたり、無理やりデカダンスタイルに着替えさせられてヒッチハイクをやらされるなど、ユリケンヌやシクローンに負けず劣らずの苦労を背負い込む。
スペック…戦闘B1・MH制御B1・演算B1・耐久B1・精神A・クリアランスVVS1・タイプS
4. ラ・オプチカル・タイ・フォン(La,Optical-Ty-phon)
剣聖ハリコン・メロディのパートナーだったファティマ。SF（サイレント・フローレス）と呼ばれる特別な称号を持ち、特殊な任務を果たす為に製作された。ファティマとしての能力も併せ持つが厳密にはファティマとは違う別種の存在。ラキシスの母体ともなる「ダブル・イプシロン・ヒューマン」であり、DNAが環状となっている為にテロメアが無く、ほぼ無限の寿命を持つとされる。
モナーク・セイクレッドの存在を確かめるためにクラウン銀河の中心、スターバーストと呼ばれる銀河の終結地点にいた。宇宙船事故に遭ったダイアモンド・ニュートラルの持つダブルマイトの資質を見出し、助け出したのも彼女である。モナーク・セイクレッドの解析を終えファティマとしての役目に戻り、ナ・イ・ンと共に星団に帰還。
スペック…戦闘-・MH制御-・演算-・耐久-・精神-・クリアランスSF・タイプM

### スティール・クープ作
クープ博士自身がレーダー8世の旧友という事情もあって主にフィルモア騎士に嫁ぐ。フィルモア騎士の鉄の掟で「ファティマを恋人や友人と勘違いせず、兵器として愛で道具として扱え」によりフィルモアファティマは精神が安定し精神崩壊が少ない。ただ、シューシャのように無残に使い捨てられることもある。
ラ・クラトーマ(La Krautoma/Kratoughma)
フィルモア帝国第237代皇帝ドル・パーマネント・レーダー8世のパートナーだったが、彼の引退とともに一時フリーとなり、その後剣聖彗茄・ダイ・グ・フィルモアのパートナーとなる。フローレスファティマである。
スペック…戦闘B1・MH制御A・演算A・耐久B1・精神A・クリアランスF・タイプM
テンドロス(Tendros)
フィルモア帝国騎士長官である強天位騎士アビエン・ヒートサイのパートナー。帽子をかぶっためずらしいファティマ。
スペック…戦闘B1・MH制御A・演算A・耐久B1・精神A・クリアランスVVS2・タイプM
ベルクト(Bercut)
剣聖マドラ・モイライのパートナー。クープファティマの最高傑作。
スペック…戦闘A・MH制御2A・演算A・耐久A・精神B2・クリアランスVVS1・タイプM
パラーシャ(Parasha)
のちにフィルモア帝国のアルカナナイト兼ノイエ・シルチス青騎士団団長に就くブルーノ・カンツィアンのパートナー。コーラスとハグーダとの戦いに参加し重傷を負ったブルーノを連れ帰った。このことをブルーノからハスハのヤーボ、ギラの前で厳しく叱責される。だが、生還したことがレーダー8世の真意に適う行為で、「命の恩人」という事情も相まって「人として愛される」ようになる。ブルーノは「ファティマに転んだ」とノイエ・シルチス内で悪罵に晒されたが、AKDのミラージュマシンと対決したという経験を買われ、レーダー8世、ダイ・グ・フィルモア5世からの引き立てにより破格の出世を遂げる。さらに後年、ブルーノと共にL.E.Dミラージュと戦って「生還した」事で星団中から注目を集める。
スペック…戦闘B2・MH制御B1・演算A・耐久B2・精神B2・クリアランスVVS2・タイプS
シューシャ(Syusya)
パラーシャとは双子の姉妹。フィルモア帝国のギエロ・スガスコーニチのパートナーとなって1年もたたないうちに死亡。その遺体はミミバ族によって川に流されてしまった。
スペック…戦闘B2・MH制御B1・演算A・耐久B2・精神B2・クリアランスVVS2・タイプS
ナールーシャ(Naruscha)
ハスハ連合共和国のアトール皇帝警護騎士ヘアード・クローバーのパートナー。『F.S.S.DESIGNS 3』に、聖宮ラーンの神官服を着たファティマ・スーツをまとった姿が見られる。
スペック…戦闘B1・MH制御A・演算B1・耐久B2・精神B2・クリアランスVVS2・タイプS
ニナリス(Ninaris)
バッハトマ魔法帝国に参陣した若手騎士ジョー・ジィッド・マトリアのパートナーとして、カイエンが使っていたGTMデムザンバラを駆る。ガラの悪いジィッドの無茶な注文に泣かされても、本来彼には扱いきれないデムザンバラを越権行為となるほどの出力補正をしても使えるようにしたり、アイシャの猛攻でジィッドの命が危機にさらされれば、自らを犠牲にしてでも助けようとするなど、マスターに献身する。ベラ国包囲戦では必中であったはずの初撃をラキシスの遠隔操作によりナルミのバーガ・ハリKKが回避したことから想像を絶する能力を持つファティマが戦場に潜んでいることを看破したが、あえてそれをジィッドには告げず計算ミスとして戦闘を継続した。
DESIGNS7によると、魔導大戦後はミラージュ騎士「メイザー・プローズ」の許に嫁ぎ、ミラージュファティマとなるが、バッハトマ時代の悲壮さは無くなった代わりに別の意味で振り回されて苦労する模様。
スペック…戦闘A・MH制御B1・演算B1・耐久B2・精神B2・クリアランスVVS1・タイプL
ストーイ(Stoii/Stoy)
フィルモア帝国アルカナナイトのニオ・ハスラーのパートナー。ブーメラン・ファティマだったが、長くニオが付いて来たダイ・グ・フィルモア王子がフィルモア皇帝となったことを機に、アビエン・ヒートサイの紹介でニオのパートナーとなった。
スペック…戦闘B1・MH制御A・演算B1・耐久B2・精神B2・クリアランスVVS2・タイプS
シャズラブ(Schazlob)
フィルモア帝国赤騎士団団長ラルゴ・ケンタウリ・レーダー王子のパートナー。少年型。
『F.S.S.DESIGNS 3』において、ストーイやオブリサイドなどと共にデザイン画初登場となった。
スペック…不明

### プリズム・コークス作
クラッパ(Kclappa)
ミラージュ騎士でA.K.D.司政官なども務めるミシャル・ハ・ルンのパートナー。
スペック…戦闘B1・MH制御B2・演算B2・耐久B1・精神B1・クリアランスVVS2・タイプS
シェラスタ(Shelasta)
ミラージュ騎士ポエシェ・ノーミンのパートナー。彼を失った後は一時コークスの許に戻り、再お披露目でオーダ海賊団団長グスコ・グルゥのパートナーとなっていた。
スペック…戦闘A・MH制御B2・演算B1・耐久B1・精神B1・クリアランスVVS1・タイプS
ピレット(Phileto)
ミラージュ騎士ウラッツェン・ジィのパートナー。
プーウラ(Puura)
パイドパイパー騎士団のDr.ビット・マエッセンのパートナー。マエッセンが破れた時に共に負傷。彼がリハビリ後ミラージュ騎士として復帰した際は、GTMデモールのテスト戦闘の偵察にあたって情報収集していた。
スペック…戦闘B1・MH制御A・演算A・耐久B1・精神B2・クリアランスVVS2・タイプS
シンドラ(Syundlla)
フィルモア帝国ノイエ・シルチス白騎士団の初代団長で天位騎士であるジャンシー・ガラーのパートナー。
スペック…戦闘B1・MH制御A・演算A・耐久B1・精神B1・クリアランスVVS1・タイプM
バラッティー(Baratty)
マスターは不明。アウクソーが蘇生した時、当時ボォス星カステポー近郊にあったコークス邸に滞在していた。男性型ファティマ。そのままカイエンが感動の再会シーンをぶち壊しにするセクハラに走ったところで、コークスの命令を受け工具を両手にカイエンをどつきにかかっている（このとき口ずさんでいるのは「サンダーバード」の出撃テーマ）。
イルペオ(Irupeo)
ミラージュ騎士ミューリー・キンキー王女のパートナー。ミラージュファティマのメンテナンスに訪れたコークスと一緒についてきた彼女がキンキーを選び、そのままミラージュファティマとなった。
ウークーツ(Oocutu)
AP騎士団の副騎士団長シュマイス・バイダーのパートナー。
ヌーリ(Nouri)
ツラック隊ユージン・ボレー大佐のパートナー。M型。
トランス(Trance)
未登場。死にかけたアウクソーの処置をするために使用した育成ベッドに名前が記されていた。

### ギエーム・アイアン作 （故人）
コンコード(Concord)
最初のマスターは、ツーリー・パイドル（のちの初代黒騎士）であったが、パイドルが一時引退し、ハスハAP騎士団のエース騎士ヤーボ・ビートのパートナーとなる。ヤーボが騎士権を剥奪された後もビート家預かりとなり、ヤーボとダグラス・カイエンとの間に生まれたマグダルとデプレの育児を一手に引き受けた。ヤーボがアトールの皇帝騎士に就くと共に戦列に復帰し、200年ぶりに封印を解かれたMHエンプレスに搭乗した。これを見届けたモラード・カーバイトはエンプレス専用として開発したファティマ・タワーの製作を一時休止した。なお、超帝国の血を引くマグダルとデプレの育児は「あらゆる戦闘経験よりも生存率が低い」と評され、実際コンコードが死に掛けたのも1度や2度ではなかった。それでも彼女が育児を行ったのは「2人の笑顔が可愛かった」からである。ヤーボの死後はカイエンからアトール皇子となったデプレに託され、パートナーとなった。フローレンス・ファティマとしての名は「ガラスのコンコード」。
スペック…戦闘B2・MH制御A・演算B1・耐久B2・精神B2・クリアランスVVS2・タイプM

### ナトリウム・シング・桜子作
霧姫(Kirihime)
フィルモア帝国のアルカナナイト、ビオレート・トライトン王子のパートナー。彼女の額のマークはヘッドクリスタル装着ポイントの名残。桜子の超初期作品のひとり。
スペック…戦闘B2・MH制御B1・演算B1・耐久B2・精神B2・クリアランスVVS2・タイプM
虹姫(Nijihime)
A.K.D.バビロン王国の騎士「ミス宇宙軍」ことエレーナ・クニャジコーワのパートナー。バランシェファティマ・チャンダナのコンセプトを模倣して作られており、「人生のほとんどを寝ているんじゃないか」と言われるほどの頼りなさだがやることはしっかりこなす優秀なファティマ。おひろめの際にいつの間にかトコトコとエレーナについてきてそのままパートナーになった。 その能力は、彼女にとって初めてのGTM戦であった3032年のベラ国でのツラック隊VS枢軸連合軍のクロスジャマー戦において、ツラック隊の大きな助けとなった。彼女の超絶的な演算能力はまったく偶然の産物であり、桜子自身が『バランシェファティマを目指していたのは確かだが同じ演算性能のファティマをもう1体作れと言われても無理』との事。
3069年には「典星舎のお偉いさん」の名目でボォス・ヴァキシティのバーWAXTRAXでウェイトレスをしながら、バーマスターのスパンタウゼンが余計なことをヨーンに伝えないよう監視していた。
スペック…戦闘B・MH制御A・演算A・耐久B2・精神A・クリアランスVVS2・タイプS
コロナ(Corona)
ハスハの騎士参謀マイケル・ジョーイ・ギラのパートナー。彼が魔導大戦を迎えるにあたって、エトラムルファティマから彼女に乗り換えた。桜子の学生時代の作で、声望と実力を備えた騎士であるギラとトライトンにコロナと霧姫が嫁いだことから、桜子の名は一気に広まることとなる。
スペック…戦闘B1・MH制御B1・演算B2・耐久B2・精神B2・クリアランスVVS2・タイプM

### サリタ・アス・ジンク作
オキストロ(Ochestro)
フィルモア帝国のアルカナ・ナイトで一時パイドパイパー騎士団にも身を置いていたDr.イアン・ケーニヒのパートナー。星団法違反のパンタロンスーツを身に着けていたり、素足にサンダル履きだったりと、窮屈さを嫌うマスターによって、かなり服装の自由を得られている。
スペック…戦闘B2・MH制御B2・演算B2・耐久B1・精神B1・クリアランスVVS1・タイプS
オブリサイド(Obriside)
フィルモア帝国ノイエ・シルチス赤騎士団団長ブラウマ・イクのパートナー。少年型。
スペック…戦闘B2・MH制御B2・演算B2・耐久B1・精神B1・クリアランスVVS1・タイプS
アナンダ(Ananda)
メヨーヨ朝廷の戦闘司教イラー・ザ・ビショップのパートナー。本編にただひとり登場したS型の男性ファティマ。アシュラ・テンプルの自爆直前、イラーによって脱出させられたあと、男娼としてザンダシティの売春宿にいたが、機密流出を防ぐ為クラーケンベール王子によって殺害された。
スクラープ(Scrarp)
イオタ宇宙騎士団の2代目団長ジョルジュ・スパンタウンゼンのパートナー。カステポーにあるマスターのバー、ワックス・トラックスで働く姿が確認されている。男性型ファティマ。
ポーラ
AP騎士団・スクリティ隊のゲンジャ・ボルツのパートナー。
エイジア
AP騎士団・スクリティ隊のベクター・アカギのパートナー。

### ミース・シルバー・バランシェ作
アルファ(Alpha)
ミースの第1作目のファティマ。トラン連邦騎士団のカロリナ・リーフのパートナー。
ビューリー(Viewry)
AP騎士団ツラック隊支隊長ナルミ・アイデルマのパートナー。
デルタベルン(Delta Belun)
半エトラムルファティマ。アウクソーの中のフォーカスライトの要素を移植・保存する目的で製作され、2基の巨大なヘッドキャパシタを持つ。ラベル・ジューダ（コーラス26世）のパートナーとしてジュノーン（エンゲージSR4）を駆る。
スペック…戦闘B2・MH制御B2・演算A・耐久B2・精神B2・クリアランスF・タイプM

### ダイアモンド・ニュートラル作
彼の作品はまとめてスターズ・シリーズと呼ばれており、固体名にシリアルナンバーを続けて付けるのが正式名称である。
カリオペー002(Caliope 002)
イズモ・アストロシティ市長泰千錫華のパートナー。
スペック…戦闘B1・MH制御B1・演算B2・耐久B1・精神B2・クリアランスVVS2・タイプM
リンドウ（竜胆）
詳しいスペックは不明。
魔導大戦初期の戦闘によって数が減ったファティマを補うべく新規に育成されたファテマ第一陣だった。実はメヨーヨ側に割り当てられていたファティマだが、コーネラに譲られた。コーネラ騎士「マロック・ミシェール」のパートナーとなっている。3062年メヨーヨの協力を得て行われたAF搭載型デモールの耐久テストに参加している。

### エーロッテン・ニトロゲン作 （故人）
ラ・ベルダ(La Belda)
フローレスファティマ「ラ・ダンディライオン・ベルダ 〜たんぽぽのベルダ」であり、ニトロゲンの最高傑作。エトラムルファティマとの比較対象として生み出され、エトラムルの開発にも関わっているという。
ミラージュ騎士ティン（クー・ファン・シーマ）のパートナー。のちに同じミラージュ騎士のワスペン・ナンダ・クラック（システム・カリギュラの元メンバー、ユーゴ・マウザー）に引き継がれる。どうも人間的に問題ある騎士をマスターに選ぶ残念な子。
第４話の頃から名前だけは出ていたが、第６話アクト４ステージ２にて初登場。システム・カリギュラとコーネラ帝国との共同開発機デモール・ゾロのテストでマスターのマウザーとギルフィー・ビリジアンと共に戦況を見守った。
マウザーを「尻尾巻いて逃げることに何の抵抗もない方」とこき下ろしたり、マウザーが話の流れで相性も面倒なコミュニケーションも不要なエトラムルが普及すればと口にした時に「面倒臭い自分とのコミュニケーションが要らないエトラムルに乗り換えるか」と切り返し、彼が狼狽するほどに拗ねる素振りを見せるなど、かなりの大物かつへそ曲がりな性格。
台湾かき氷マンゴー雪花氷(シェーファーピン)が好物。前マスターのティンが自殺したことで精神の安定を失い、自身のわがままをアマテラスに許してもらってビリジアンのもとで預かりの身となっていたとき、マウザーがこのかき氷を出してくれたことが切っ掛けで彼を新たなマスターに選んだ。後にマウザーがラキシスのしもべとなった事で結局ミラージュに出戻る事になった。
スペック…戦闘B1・MH制御B1・演算B2・耐久B1・精神B1・クリアランスVVS2・タイプM
ネロス(Neros)
ロッゾ帝国の筆頭騎士ダックナード・ボア・ジィ（ミラージュ騎士ウラッツェン・ジィの実兄）のパートナー。
スペック…戦闘A・MH制御B1・演算B1・耐久B1・精神B2・クリアランスVVS1・タイプM

### アルミオン・エイボス作
シシステルケスレム(Cieciesterkesrem)
天照をマスターとするMHの開発・調整を主に担当するファティマ、ミラージュ以外にもゴーズや周辺国家のMHにも携わっている。名前が長いので「シシス」などと省略されて呼ばれることが多い。
なお、バクスチュアルやヴィッターシャッセと違い、元々は通常のファティマなので必要ならば戦闘も行える。
ヴィルマ(Wilma)
初登場時はパイドパイパー騎士団ジョグ・ケルシャーのパートナー。M型。カステポーでのミラージュ騎士団との戦いでケルシャーを失うも生還し、魔導大戦ではウモスの青銅騎士団長ベルミ・クローゼのパートナーとなっている。
プレインス(Preince)
ツラック隊ノーザン・カーツ大佐のパートナー。M型。

### その他のマイト作
リンザ(Linsaz)
ムーン・カッパー公作のファティマでウースーの国家騎士（後にシーブル親衛騎士長）メイユ・スカのパートナー。普段はマスターの趣味で派手な衣装が多いが、本来のファティマスーツは非常にシンプルな物。スカと共にMHザカーを駆るが、カステポーでヤクト・ミラージュの大剣の餌食となりマスターと共に死亡。
キシュー(Kissu)
ムーン・カッパー公作のファティマでメヨーヨ朝廷大帝クラーケンベールの副官クライマー・パイドルのパートナー。
オーハイネ(O'haine)
アーカス・マーキュリー作。新しい英語表記は「Ohine」。剣聖ヘリデ・サヤステのパートナーとして名を馳せたフローレス・ファティマ。通称「湖のオーハイネ」。後にミラージュ騎士エルディアイ・ツバンツヒのパートナーとなる。ファティマには数少ない金髪を持つ。偽名：エニーホ（エニー、Eniho）は英表記Ohineの逆綴りより。
彼女もまた、ファティマとしては型破りなところがあり、ミラージュ入りが決まり浮遊城にやってきたものの茫然自失状態のツバンツヒに代わって案内受付嬢に「〈極秘事項の〉新規ミラージュ騎士なのだが、どこに行けば良いのか」と聞いてしまったり、ボォス星からマーク2を回収して来た際にはツバンツヒを煽った挙句操縦ミスをさせてしまったが、自分の予想通りになったらなったで、「マスター幸せそう」と笑って済ませてしまった。
ソルティア(Soltia)
カルス・スパンコール作のファティマでミラージュ騎士イマラ・ロウト・ジャジャスのパートナー。ファティマスーツのカラーリングは赤と青（ドカスポルトカラー）。
ジャカルナ(Gaculna)
アニー・ポロン作のファティマでウモスの青銅騎士団第2軍団軍団長オリバー・メルシュのパートナー。M型。

### ファティマ・ファクトリー製
サロメ(Sarome)
無名時代のクローム・バランシェが製作に関わっており、工場製ながらバランシェ・ファティマ級の能力を持つ。バキン・ラカン時代の剣聖ディモス・ハイアラキと共にMHフェードラを駆っていた。ハイアラキの死後は天照に預けられていたが、新たにプリンセス・タイトネイブをマスターに選ぶ。
スペック…戦闘A・MH制御B1・演算B1・耐久A・精神A・クリアランスVS1・タイプS
パトラ(Patra)
サロメと同じくバランシェが製作に関わっており、サロメのすぐ後に生み出された。ジュノー星のピチカート公国シェン・ラン騎士団団長アイリーン・ジョルのパートナー。
ヨーキ(Yang-Gui)
サロメと同じくバランシェが製作に関わっており、サロメなどと同じ時代のファティマ。珍しいパンツスタイルのスーツ。タイプはS型。
ナゴン(Nagon)
サロメと同じくバランシェが製作に関わっている。
パルスエット(Palsuet)
元ウモス青銅騎士団のミハエル・レスターのパートナー。バルチック・アカデミー在籍中のモラード・カーバイトが製作に関わったため高いスペックを持つ。レスターがアシュラ・テンプルに敗死し「ロストファティマ」となってからは、心無い人々に輪姦されたり娼館に売り飛ばされたりした苦労人。働かされていた娼館がクラーケンベール・メヨーヨの殴り込みによって壊滅させられ、それに乗じて逃げ出した後はアイシャ・コーダンテに保護される。後にヨーン・バインツェルをマスターに選んだ。彼女のマスターとなる者は、彼女の名前を「パルセット」と発音してしまう。ツァイハイでジークが瀕死の重傷を負ったときは速やかに現場に駆けつけて応急処置を行い、見事救命に成功。その行為はクープからも非常に高く評価された。
3069年。バッハトマに誘き出され、デコースと戦うも敗れたヨーンに対して救命活動を行い、自らも負傷している状況で血液を与えて死亡した。
スペック…戦闘B1・MH制御B2・演算B1・耐久B1・精神B1・クリアランスVS1・タイプS

### Ｆネーム・ファティマ
星団歴7777年以後の惑星フォーチュン生まれのファティマ。Ｆネームの「エフワン」は「Filial Generation（雑種）１世代目」、または「交配種１世代目」という意味。つまり「ファティマと人類間の子供」。生殖能力のないファティマが子供を産むことはありえないとされていたが、星団歴7777年以後惑星フォーチュンにてバランシェ・ファティマばかりかモラード、ミース、クープらの銘入りファティマの他、工場製銘無しも含めた全てのファティマたちから子供が生まれている（第16巻268ページ）。
詳細は定かではないものの、彼女らは素粒子や空間エネルギーの運動記録、「モナーク・セイクレッド」等、宇宙に偏在する情報を数学的に辿って自らの肉体を三次元体として構成しているようで、先先〜マーター・マーターを代表として、ときに遺伝情報に全く含まれない、両親、とくにファティマ側が大事にしていた人々の面影を残していることがある。
いずれの面においても能力がとてつもないことから、アマテラスは彼女らに50番以降のミラージュ・ナンバーを与えている。加えて、親世代のファティマ同様に特定騎士をマスターとしながら、ときには別の騎士の命令に従い、ともにGTMを操ることもあるという。
長きに渡りサタン達が求めてきた「物理と精神の世界を超えた」先にある未来の可能性であり、ジョーカー宇宙における人類の進化の次の過程でもある。
聖聖〜ホーリー・ホーリー
Ｆネーム・ファティマ＝エフワン―ゼロワン。イエッタの子供。アマテラスとラキシスが最も信頼を寄せるファティマ。剣聖級の戦闘能力を持つ。というのも、ログナーの顔と戦闘能力をほぼ引き継いでいるためである。だが性格面はイエッタのものを継いでおり、ログナー似ゆえの目つきの悪さからは想像できないことだが非常に従順で穏やかにして争いを好まない。ラキシスの娘カレンと仲が良く、赤子のカレンの面倒をよく見ている。
スペック…戦闘5A・GTM制御5A・演算4A・耐久2A・精神3A
零零〜ゼロ・ゼロ
Ｆネーム・ファティマ＝エフワン―ゼロツー。令令謝の子供。姿は令令謝と瓜二つ。かつて令令謝とパートナーであったナオの明朗さを受け継いでおり、ファティマとしては珍しく気さくで人付き合いもよい。しかし、たまに令令謝のエキセントリックな気質が現れることがあり、マーター・マーターを手下のように使って奇怪なことをしている。
スペック…戦闘4A・GTM制御3A・演算4A・耐久2A・精神5A
先先〜マーター・マーター
Ｆネーム・ファティマ＝エフワン―ゼロスリー。ヒュートランの子供。「ガーランド能力」を持ちレディ・スペクターの検診やモラードの助手も務める。自分で作った次元航行船「ザ・ウィル・スペンサード」で過去のジョーカー星団に顔を出している。スタント遊星攻防戦でいきなり現れヴィーキュルたちを蹴散らして去っている。本人曰く、「ヒュートランお母様が一番大切にしていたお方」の姿と性格を色濃く受け継いでいる。剣聖ヴェイデリ・コーダンテの資質も引き継いでおり、戦闘力はとてつもなく高い一方、従順度も歴代ファティマと比べてとてつもなく高く、更にヒュートランの動物の言葉を解する能力も引き継いでいる事からそれが殺人や破壊活動でもない限り誰の言うことも（犬猫の願い事ですら）簡単に聞いてしまうため、新型フロート・テンプル「ナスティナース・テンプル」の人々は彼女の接近に際しては最大限の警戒を行っている。
スペック…戦闘3A・GTM制御3A・演算4A・耐久2A・精神5A
織織〜オリ・オリ
カナハの子供。シアン夫人の「AFスライダー」の才を受け継いでおり、タワーのスーツの一部を作っている。
他にも「文文〜ルーン・ルーン」「藍藍〜ストラ・ストラ」「引引〜リード・リード」等がいる。